# Список судов и судебных округов Австрии

Юрисдикции (судоустройство) в Австрии (Gerichtsbarkeit in Österreich)

Верховенство права в Австрии осуществляется в судах общей юрисдикции и в судах публичного права.

## Суды общей юрисдикции
В Австрии к судам общей юрисдикции относятся:
- Верховный суд — Oberster Gerichtshof (OGH)
- Высшие земельные суды — Oberlandesgerichts (OLG)
- Земельные суды — Landesgerichts (LG)
- Районные суды — Bezirksgerichts (BG)

| Федеральная земля (Bundesland)    | Население (Einwohner) | Верховный суд Австрии (OGH) | Высшие земельные суды (OLG) | Земельные суды (LG) | Районные суды (BG) |
| --------------------------------- | --------------------- | --------------------------- | --------------------------- | ------------------- | ------------------ |
| Бургенланд (Burgenland)           | 288.356               | 0                           | 0                           | 1                   | 7                  |
| Каринтия (Kärnten)                | 557.641               | 0                           | 0                           | 1                   | 11                 |
| Нижняя Австрия (Niederösterreich) | 1.636.778             | 0                           | 0                           | 4                   | 24                 |
| Верхняя Австрия (Oberösterreich)  | 1.437.251             | 0                           | 1                           | 4                   | 18                 |
| Зальцбург (Salzburg)              | 538.575               | 0                           | 0                           | 1                   | 9                  |
| Штирия (Steiermark)               | 1.221.570             | 0                           | 1                           | 3                   | 15                 |
| Тироль (Tirol)                    | 728.826               | 0                           | 1                           | 1                   | 13                 |
| Форарльберг (Vorarlberg)          | 378.592               | 0                           | 0                           | 1                   | 6                  |
| Вена                              | 1.797.337             | 1                           | 1                           | 4                   | 13                 |
| Австрия                           | 8.584.926             | 1                           | 4                           | 20                  | 116                |

## Верховный суд
Высшей инстанцией по гражданским и уголовным делам является Верховный суд (нем. Oberster Gerichtshof) в Вене. Он дополняет Конституционный и Административный суды, которые тоже называются Верховными. Решения, принятые судом, действительны только на территории Австрийской Республики.
Судебная практика Верховного суда вносит существенный вклад для распространения правовой однородности по всей территории страны. Хотя нижестоящие суды не обязаны по закону исполнять его решения, но они основаны, как правило, на аналогичных решениях вышестоящих судов.

## Высшие земельные суды
По состоянию на 1 января 2016 года в Австрии насчитывается четыре Высших земельных суда (нем. Oberlandesgericht):
- Высший земельный суд Вены (нем. Oberlandesgericht Wien);
- Высший земельный суд Граца (нем. Oberlandesgericht Graz);
- Высший земельный суд Инсбрука (нем. Oberlandesgericht Innsbruck);
- Высший земельный суд Линца (нем. Oberlandesgericht Linz).

| Высшие земельные суды Австрии                     | Высшие земельные суды Австрии                     | Высшие земельные суды Австрии                     | Высшие земельные суды Австрии                     | Высшие земельные суды Австрии                     | Высшие земельные суды Австрии                     | Высшие земельные суды Австрии                              |
| № п/п                                             | Название                                          | Название                                          | Дата                                              | Дата                                              | Верховный суд                                     | Местонахождение                                            |
| № п/п                                             |                                                   |                                                   | образования суда                                  | ликвидации суда                                   | Верховный суд                                     | Местонахождение                                            |
| ------------------------------------------------- | ------------------------------------------------- | ------------------------------------------------- | ------------------------------------------------- | ------------------------------------------------- | ------------------------------------------------- | ---------------------------------------------------------- |
| Верховный суд Австрии (нем. Oberster Gerichtshof) | Верховный суд Австрии (нем. Oberster Gerichtshof) | Верховный суд Австрии (нем. Oberster Gerichtshof) | Верховный суд Австрии (нем. Oberster Gerichtshof) | Верховный суд Австрии (нем. Oberster Gerichtshof) | Верховный суд Австрии (нем. Oberster Gerichtshof) | 1011 (A-1016) Вена, Внутренний город, Шмерлингплац, 11     |
| 1                                                 | Высший земельный суд Вены                         | Oberlandesgericht Wien                            | -                                                 | -                                                 | Верховный суд Австрии                             | 1011 Вена, Внутренний город, Шмерлингплац, 11, Постфах, 25 |
| 2                                                 | Высший земельный суд Граца                        | Oberlandesgericht Graz                            | -                                                 | -                                                 | Верховный суд Австрии                             | 8010 Грац, Марбургер-Кай, 49                               |
| 3                                                 | Высший земельный суд Инсбрука                     | Oberlandesgericht Innsbruck                       | -                                                 | -                                                 | Верховный суд Австрии                             | 6020 Инсбрук, Максимилианштрасе, 4                         |
| 4                                                 | Высший земельный суд Линца                        | Oberlandesgericht Linz                            | -                                                 | -                                                 | Верховный суд Австрии                             | 4020 Линц, Груберштрасе, 20                                |

## Земельные суды
По состоянию на 1 января 2016 года в Австрии насчитывается 20 земельных судов, включая Венский коммерческий суд (нем. Handelsgericht Wien) и Венский суд по труду и социальным вопросам (нем. Arbeits- und Sozialgericht Wien).
| Земельные суды Австрии | Земельные суды Австрии                     | Земельные суды Австрии                   | Земельные суды Австрии | Земельные суды Австрии | Земельные суды Австрии        | Земельные суды Австрии                             |
| № п/п                  | Название                                   | Название                                 | Дата                   | Дата                   | Высший земельный суд          | Местонахождение                                    |
| № п/п                  |                                            |                                          | образования суда       | ликвидации суда        | Высший земельный суд          | Местонахождение                                    |
| ---------------------- | ------------------------------------------ | ---------------------------------------- | ---------------------- | ---------------------- | ----------------------------- | -------------------------------------------------- |
| 1                      | Земельный суд Вены по гражданским делам    | Landesgericht für Zivilrechtssachen Wien | -                      | -                      | Высший земельный суд Вены     | 1011 Вена, Внутренний город, Шмерлингплац, 11      |
| 2                      | Земельный суд Вены по уголовным делам      | Landesgericht für Strafsachen Wien       | -                      | -                      | Высший земельный суд Вены     | 1080 Вена, Йозефштадт, Ландесгерихтсштрасе, 11     |
| 3                      | Венский коммерческий суд                   | Handelsgericht Wien                      | -                      | -                      | Высший земельный суд Вены     | 1030 Вена, Ландштрасе, Марксергассе, 11            |
| 4                      | Венский суд по труду и социальным вопросам | Arbeits- und Sozialgericht Wien          | -                      | -                      | Высший земельный суд Вены     | 1082 Вена, Йозефштадт, Виккенбурггассе, 11         |
| 5                      | Земельный суд Айзенштадта                  | Landesgericht Eisenstadt                 | -                      | -                      | Высший земельный суд Вены     | 7000 Айзенштадт, Винер-штрасе, 9                   |
| 6                      | Земельный суд Винер-Нойштадта              | Landesgericht Wiener Neustadt            | -                      | -                      | Высший земельный суд Вены     | 2700 Винер-Нойштадт, Мария-Терезиен-Ринг, 5        |
| 7                      | Земельный суд Корнойбурга                  | Landesgericht Korneuburg                 | -                      | -                      | Высший земельный суд Вены     | 2100 Корнойбург, Ландесгерихтплац, 1               |
| 8                      | Земельный суд Кремс-ан-дер-Донау           | Landesgericht Krems an der Donau         | -                      | -                      | Высший земельный суд Вены     | 3500 Кремс-ан-дер-Донау, Йозеф-Вихнер-Штрасе, 2    |
| 9                      | Земельный суд Санкт-Пёльтена               | Landesgericht St. Pölten                 | -                      | -                      | Высший земельный суд Вены     | 3100 Санкт-Пёльтен, Шисштаттринг, 6                |
| 10                     | Земельный суд Граца по гражданским делам   | Landesgericht für Zivilrechtssachen Graz | -                      | -                      | Высший земельный суд Граца    | 8010 Грац, Марбургер-Кай, 49                       |
| 11                     | Земельный суд Граца по уголовным делам     | Landesgericht für Strafsachen Graz       | -                      | -                      | Высший земельный суд Граца    | 8010 Грац, Конрад фон Хётцендорф, 41               |
| 12                     | Земельный суд Клагенфурта                  | Landesgericht Klagenfurt                 | -                      | -                      | Высший земельный суд Граца    | 9020 Клагенфурт, Йозеф-Вольфганг-Добернигштрасе, 2 |
| 13                     | Земельный суд Леобена                      | Landesgericht Leoben                     | -                      | -                      | Высший земельный суд Граца    | 8700 Леобен, Др. Ханс-Грос-Штрасе, 7               |
| 14                     | Земельный суд Инсбрука                     | Landesgericht Innsbruck                  | -                      | -                      | Высший земельный суд Инсбрука | 6020 Инсбрук, Максимилианштрасе, 4                 |
| 15                     | Земельный суд Фельдкирха                   | Landesgericht Feldkirch                  | -                      | -                      | Высший земельный суд Инсбрука | 6800 Фельдкирх, Шиллерштрасе, 1                    |
| 16                     | Земельный суд Вельса                       | Landesgericht Wels                       | -                      | -                      | Высший земельный суд Линца    | 4600 Вельс, Мария-Терезия-Штрасе, 12               |
| 17                     | Земельный суд Зальцбурга                   | Landesgericht Salzburg                   | -                      | -                      | Высший земельный суд Линца    | 5020 Зальцбург, Вайзерштрасе, 22                   |
| 18                     | Земельный суд Линца                        | Landesgericht Linz                       | -                      | -                      | Высший земельный суд Линца    | 4020 Линц, Фадингерштрасе, 2                       |
| 19                     | Земельный суд Рид-им-Иннкрайс              | Landesgericht Ried im Innkreis           | -                      | -                      | Высший земельный суд Линца    | 4910 Рид-им-Иннкрайс, Банхофштрасе, 56             |
| 20                     | Земельный суд Штайра                       | Landesgericht Steyr                      | -                      | -                      | Высший земельный суд Линца    | 4400 Штайр, Шпитальскиштрасе, 1                    |

## Судебные округа
Судебные округа Австрии включают в себя территориальную юрисдикцию районных судов. На 1 января 2015 года в Австрии насчитывалось 115 судебных округов. В политический округ могут входить несколько юрисдикций. Юрисдикция распространяется, как правило, не более чем на один политический округ. Однако, могут быть и некоторые исключения, когда юрисдикция районного суда распространяется на более, чем один политический округ.
Районные суды имеют следующие пределы компетентной юрисдикции:
- в гражданских делах по гражданскому судопроизводству при оспаривании имущественных прав в целом со значением не более 10 000 евро (по другим данным до 15 000 евро)[29]; для некоторых дел независимо от размера иска (например: вопросы брака и семьи, вопросы проката и аренды, пограничные и т. п.);
- вопросы семейного права, заявления о смерти погибших лиц, отмена (недостоверность) в спорах о ценных бумагах между совладельцами имущества, определенных вопросах жилищного права, права аренды и процедур по экспроприации и т. п.;
- для всех случаев выкупа и банкротства (личные банкротства, так называемый долг урегулированного разбирательства);
- в уголовных делах только правонарушения, за которые либо штраф, либо тюремное заключение до одного года (например: случайное повреждение, мелкие кражи и т. п.);
- земельные вопросы.

| Список судебных округов Австрии по состоянию на 1 января 2016 года | Список судебных округов Австрии по состоянию на 1 января 2016 года | Список судебных округов Австрии по состоянию на 1 января 2016 года | Список судебных округов Австрии по состоянию на 1 января 2016 года | Список судебных округов Австрии по состоянию на 1 января 2016 года | Список судебных округов Австрии по состоянию на 1 января 2016 года | Список судебных округов Австрии по состоянию на 1 января 2016 года | Список судебных округов Австрии по состоянию на 1 января 2016 года | Список судебных округов Австрии по состоянию на 1 января 2016 года | Список судебных округов Австрии по состоянию на 1 января 2016 года |
| Судебные округа                                                    | Судебные округа                                                    | Судебные округа                                                    | Судебные округа                                                    | Судебные округа                                                    | Судебные округа                                                    | Вышестоящие суды                                                   | Вышестоящие суды                                                   | Вышестоящие суды                                                   | Код и название политического округа                                |
| Кодовый номер                                                      | Название                                                           | Название                                                           | Дата образования                                                   | Территория, га                                                     | Население, чел. (2015.01.01)                                       | Земельный суд                                                      | Высший земельный суд                                               | Верховный суд                                                      | Код и название политического округа                                |
| ------------------------------------------------------------------ | ------------------------------------------------------------------ | ------------------------------------------------------------------ | ------------------------------------------------------------------ | ------------------------------------------------------------------ | ------------------------------------------------------------------ | ------------------------------------------------------------------ | ------------------------------------------------------------------ | ------------------------------------------------------------------ | ------------------------------------------------------------------ |
| Кодовый номер                                                      | Бургенланд — Liste der Gerichtsbezirke im Burgenland               |                                                                    | Дата образования                                                   | Территория, га                                                     | Население, чел. (2015.01.01)                                       | Земельный суд                                                      | Высший земельный суд                                               | Верховный суд                                                      | Код и название политического округа                                |
| 1011                                                               | Айзенштадт                                                         | Eisenstadt                                                         | 1921.07.22                                                         | 51550,60                                                           | 57242                                                              | Земельный суд Айзенштадта                                          | Высший земельный суд Вены                                          | Верховный суд Австрии                                              | ↓ 101, 102, 103                                                    |
| ↑                                                                  | ↑                                                                  | ↑                                                                  | 1921.07.22                                                         | 4284,34                                                            | 13664                                                              | Земельный суд Айзенштадта                                          | Высший земельный суд Вены                                          | Верховный суд Австрии                                              | 101 — Айзенштадт (Штадт)                                           |
| ↑                                                                  | ↑                                                                  | ↑                                                                  | 1921.07.22                                                         | 1998,96                                                            | 1929                                                               | Земельный суд Айзенштадта                                          | Высший земельный суд Вены                                          | Верховный суд Австрии                                              | 102 — Руст (Штадт)                                                 |
| ↑                                                                  | ↑                                                                  | ↑                                                                  | 1921.07.22                                                         | 45267,30                                                           | 41649                                                              | Земельный суд Айзенштадта                                          | Высший земельный суд Вены                                          | Верховный суд Австрии                                              | 103 — Айзенштадт-Умгебунг                                          |
| 1041                                                               | Гюссинг                                                            | Güssing                                                            | 2018.01.01                                                         | 73822,16                                                           | 43487                                                              | Земельный суд Айзенштадта                                          | Высший земельный суд Вены                                          | Верховный суд Австрии                                              | 104, 105                                                           |
| 1041                                                               | Гюссинг                                                            | Güssing                                                            | 1921.07.22                                                         | 48502,52                                                           | 26272                                                              | Земельный суд Айзенштадта                                          | Высший земельный суд Вены                                          | Верховный суд Австрии                                              | 104 — Гюссинг                                                      |
| 1051                                                               | Еннерсдорф                                                         | Jennersdorf                                                        | 1921.07.22                                                         | 25319,64                                                           | 17215                                                              | Земельный суд Айзенштадта                                          | Высший земельный суд Вены                                          | Верховный суд Австрии                                              | 105 — Еннерсдорф                                                   |
| 1061                                                               | Маттерсбург                                                        | Mattersburg                                                        | 1921.07.22                                                         | 23764,11                                                           | 39364                                                              | Земельный суд Айзенштадта                                          | Высший земельный суд Вены                                          | Верховный суд Австрии                                              | 106 — Маттерсбург                                                  |
| 1071                                                               | Нойзидль-ам-Зе                                                     | Neusiedl am See                                                    | 1921.07.22                                                         | 103755,45                                                          | 57031                                                              | Земельный суд Айзенштадта                                          | Высший земельный суд Вены                                          | Верховный суд Австрии                                              | 107 — Нойзидль-ам-Зе                                               |
| 1091                                                               | Оберварт                                                           | Oberwart                                                           | 1921.07.22                                                         | 73208,51                                                           | 53610                                                              | Земельный суд Айзенштадта                                          | Высший земельный суд Вены                                          | Верховный суд Австрии                                              | 109 — Оберварт                                                     |
| 1081                                                               | Оберпуллендорф                                                     | Oberpullendorf                                                     | 1921.07.22                                                         | 70079,42                                                           | 37622                                                              | Земельный суд Айзенштадта                                          | Высший земельный суд Вены                                          | Верховный суд Австрии                                              | 108 — Оберпуллендорф                                               |
| Каринтия — Liste der Gerichtsbezirke in Kärnten                    |                                                                    |                                                                    |                                                                    |                                                                    |                                                                    |                                                                    |                                                                    |                                                                    |                                                                    |
| 2011                                                               | Клагенфурт                                                         | Klagenfurt                                                         | 1849/1850                                                          | 57776,16                                                           | 145220                                                             | Земельный суд Клагенфурта                                          | Высший земельный суд Граца                                         | Верховный суд Австрии                                              | ↓ 201, 204                                                         |
| ↑                                                                  | ↑                                                                  | ↑                                                                  | 1849/1850                                                          | 12003,16                                                           | 97880                                                              | Земельный суд Клагенфурта                                          | Высший земельный суд Граца                                         | Верховный суд Австрии                                              | 201 — Клагенфурт (Штадт)                                           |
| ↑                                                                  | ↑                                                                  | ↑                                                                  | 1849/1850                                                          | 45773,00                                                           | 47340                                                              | Земельный суд Клагенфурта                                          | Высший земельный суд Граца                                         | Верховный суд Австрии                                              | 204 — Клагенфурт-Ланд                                              |
| 2021                                                               | Филлах                                                             | Villach                                                            | 1849/1850                                                          | 114410,87                                                          | 124831                                                             | Земельный суд Клагенфурта                                          | Высший земельный суд Граца                                         | Верховный суд Австрии                                              | ↓ 202, 207                                                         |
| ↑                                                                  | ↑                                                                  | ↑                                                                  | 1849/1850                                                          | 13490,43                                                           | 60500                                                              | Земельный суд Клагенфурта                                          | Высший земельный суд Граца                                         | Верховный суд Австрии                                              | 202 — Филлах (Штадт)                                               |
| ↑                                                                  | ↑                                                                  | ↑                                                                  | 1849/1850                                                          | 100920,44                                                          | 64331                                                              | Земельный суд Клагенфурта                                          | Высший земельный суд Граца                                         | Верховный суд Австрии                                              | 207 — Филлах-Ланд                                                  |
| 2031                                                               | Хермагор                                                           | Hermagor                                                           | 1849/1850                                                          | 80896,69                                                           | 18477                                                              | Земельный суд Клагенфурта                                          | Высший земельный суд Граца                                         | Верховный суд Австрии                                              | 203 — Хермагор                                                     |
| 2041                                                               | Ферлах                                                             | Ferlach                                                            | 1849/1850                                                          | 30855,77                                                           | 11344                                                              | Земельный суд Клагенфурта                                          | Высший земельный суд Граца                                         | Верховный суд Австрии                                              | 204 — Клагенфурт-Ланд                                              |
| 2051                                                               | Санкт-Файт-ан-дер-Глан                                             | Sankt Veit an der Glan                                             | 1849/1850                                                          | 149367,70                                                          | 55366                                                              | Земельный суд Клагенфурта                                          | Высший земельный суд Граца                                         | Верховный суд Австрии                                              | 205 — Санкт-Файт-ан-дер-Глан                                       |
| 2061                                                               | Шпитталь-ан-дер-Драу                                               | Spittal an der Drau                                                | 1849/1850                                                          | 276408,28                                                          | 76787                                                              | Земельный суд Клагенфурта                                          | Высший земельный суд Граца                                         | Верховный суд Австрии                                              | 206 — Шпитталь-ан-дер-Драу                                         |
| 2081                                                               | Блайбург                                                           | Bleiburg                                                           | 1849/1850                                                          | 19864,06                                                           | 8797                                                               | Земельный суд Клагенфурта                                          | Высший земельный суд Граца                                         | Верховный суд Австрии                                              | rowspan="3" 208 — Фёлькермаркт                                     |
| 2082                                                               | Айзенкаппель                                                       | Eisenkappel                                                        | 1849/1850                                                          | 29120,28                                                           | 6210                                                               | Земельный суд Клагенфурта                                          | Высший земельный суд Граца                                         | Верховный суд Австрии                                              |                                                                    |
| 2083                                                               | Фёлькермаркт                                                       | Völkermarkt                                                        | 1849/1850                                                          | 41836,84                                                           | 27071                                                              | Земельный суд Клагенфурта                                          | Высший земельный суд Граца                                         | Верховный суд Австрии                                              |                                                                    |
| 2091                                                               | Вольфсберг                                                         | Wolfsberg                                                          | 1849/1850                                                          | 97408,13                                                           | 53464                                                              | Земельный суд Клагенфурта                                          | Высший земельный суд Граца                                         | Верховный суд Австрии                                              | 209 — Вольфсберг                                                   |
| 2101                                                               | Фельдкирхен                                                        | Feldkirchen                                                        | 1849/1850                                                          | 55856,02                                                           | 30074                                                              | Земельный суд Клагенфурта                                          | Высший земельный суд Граца                                         | Верховный суд Австрии                                              | 210 — Фельдкирхен                                                  |
| Нижняя Австрия — Liste der Gerichtsbezirke in Niederösterreich     |                                                                    |                                                                    |                                                                    |                                                                    |                                                                    |                                                                    |                                                                    |                                                                    |                                                                    |
| 3011                                                               | Кремс-ан-дер-Донау                                                 | Krems an der Donau                                                 | 1849.07.07                                                         | 97462,49                                                           | 80288                                                              | Земельный суд Кремс-ан-дер-Донау                                   | Высший земельный суд Вены                                          | Верховный суд Австрии                                              | ↓ 301, 313                                                         |
| ↑                                                                  | ↑                                                                  | ↑                                                                  | 1849.07.07                                                         | 5169,90                                                            | 24011                                                              | Земельный суд Кремс-ан-дер-Донау                                   | Высший земельный суд Вены                                          | Верховный суд Австрии                                              | 301 — Кремс-ан-дер-Донау                                           |
| ↑                                                                  | ↑                                                                  | ↑                                                                  | 1849.07.07                                                         | 92292,59                                                           | 56277                                                              | Земельный суд Кремс-ан-дер-Донау                                   | Высший земельный суд Вены                                          | Верховный суд Австрии                                              | 313 — Кремс                                                        |
| 3021                                                               | Санкт-Пёльтен                                                      | St. Pölten                                                         | 1849.07.07                                                         | 85810,83                                                           | 114813                                                             | Земельный суд Санкт-Пёльтена                                       | Высший земельный суд Вены                                          | Верховный суд Австрии                                              | ↓ 302, 319                                                         |
| ↑                                                                  | ↑                                                                  | ↑                                                                  | 1849.07.07                                                         | 10844,12                                                           | 52747                                                              | Земельный суд Санкт-Пёльтена                                       | Высший земельный суд Вены                                          | Верховный суд Австрии                                              | 302 — Санкт-Пёльтен (Штадт)                                        |
| ↑                                                                  | ↑                                                                  | ↑                                                                  | 1849.07.07                                                         | 74966,71                                                           | 62066                                                              | Земельный суд Санкт-Пёльтена                                       | Высший земельный суд Вены                                          | Верховный суд Австрии                                              | 319 — Санкт-Пёльтен                                                |
| 3041                                                               | Винер-Нойштадт                                                     | Wiener Neustadt                                                    | 1849.07.07                                                         | 103325,78                                                          | 118970                                                             | Земельный суд Винер-Нойштадта                                      | Высший земельный суд Вены                                          | Верховный суд Австрии                                              | ↓ 304, 323                                                         |
| ↑                                                                  | ↑                                                                  | ↑                                                                  | 1849.07.07                                                         | 6089,03                                                            | 43002                                                              | Земельный суд Винер-Нойштадта                                      | Высший земельный суд Вены                                          | Верховный суд Австрии                                              | 304 — Винер-Нойштадт (Штадт)                                       |
| ↑                                                                  | ↑                                                                  | ↑                                                                  | 1849.07.07                                                         | 97236,75                                                           | 75968                                                              | Земельный суд Винер-Нойштадта                                      | Высший земельный суд Вены                                          | Верховный суд Австрии                                              | 323 — Винер-Нойштадт                                               |
| 3051                                                               | Амштеттен                                                          | Amstetten                                                          | 1849.07.07                                                         | 131736,81                                                          | 124811                                                             | Земельный суд Санкт-Пёльтена                                       | Высший земельный суд Вены                                          | Верховный суд Австрии                                              | ↓ 303, 305                                                         |
| ↑                                                                  | ↑                                                                  | ↑                                                                  | 1849.07.07                                                         | 13118,43                                                           | 11306                                                              | Земельный суд Санкт-Пёльтена                                       | Высший земельный суд Вены                                          | Верховный суд Австрии                                              | 303 — Вайдхофен-ан-дер-Ибс                                         |
| ↑                                                                  | ↑                                                                  | ↑                                                                  | 1849.07.07                                                         | 118618,38                                                          | 113505                                                             | Земельный суд Санкт-Пёльтена                                       | Высший земельный суд Вены                                          | Верховный суд Австрии                                              | 305 — Амштеттен                                                    |
| 3061                                                               | Баден                                                              | Baden                                                              | 1849.07.07                                                         | 75363,92                                                           | 141750                                                             | Земельный суд Винер-Нойштадта                                      | Высший земельный суд Вены                                          | Верховный суд Австрии                                              | 306 — Баден                                                        |
| 3071                                                               | Брукк-ан-дер-Лайта                                                 | Bruck an der Leitha                                                | 1849.07.07                                                         | 49501,36                                                           | 44047                                                              | Земельный суд Корнойбурга                                          | Высший земельный суд Вены                                          | Верховный суд Австрии                                              | 307 — Брукк-ан-дер-Лайта                                           |
| 3081                                                               | Гензерндорф                                                        | Gänserndorf                                                        | 1849.07.07                                                         | 127202,58                                                          | 98645                                                              | Земельный суд Корнойбурга                                          | Высший земельный суд Вены                                          | Верховный суд Австрии                                              | 308 — Гензерндорф                                                  |
| 3091                                                               | Гмюнд-ин-Нидерэстеррайх                                            | Gmünd in Niederösterreich                                          | 1849.07.07                                                         | 78670,67                                                           | 37348                                                              | Земельный суд Кремс-ан-дер-Донау                                   | Высший земельный суд Вены                                          | Верховный суд Австрии                                              | 309 — Гмюнд                                                        |
| 3102                                                               | Холлабрунн                                                         | Hollabrunn                                                         | 1849.07.07                                                         | 101075,67                                                          | 50232                                                              | Земельный суд Корнойбурга                                          | Высший земельный суд Вены                                          | Верховный суд Австрии                                              | 310 — Холлабрунн                                                   |
| 3112                                                               | Хорн                                                               | Horn                                                               | 1849.07.07                                                         | 78371,87                                                           | 31229                                                              | Земельный суд Кремс-ан-дер-Донау -                                 | Высший земельный суд Вены                                          | Верховный суд Австрии                                              | 311 — Хорн                                                         |
| 3121                                                               | Корнойбург                                                         | Korneuburg                                                         | 1849.07.07                                                         | 62682,56                                                           | 76900                                                              | Земельный суд Корнойбурга                                          | Высший земельный суд Вены                                          | Верховный суд Австрии                                              | 312 — Корнойбург                                                   |
| 3142                                                               | Лилиенфельд                                                        | Lilienfeld                                                         | 1849.07.07                                                         | 93214,97                                                           | 26074                                                              | Земельный суд Санкт-Пёльтена                                       | Высший земельный суд Вены                                          | Верховный суд Австрии                                              | 314 — Лилиенфельд                                                  |
| 3152                                                               | Мельк                                                              | Melk                                                               | 1849.07.07                                                         | 101428,23                                                          | 76808                                                              | Земельный суд Санкт-Пёльтена                                       | Высший земельный суд Вены                                          | Верховный суд Австрии                                              | 315 — Мельк                                                        |
| 3162                                                               | Мистельбах                                                         | Mistelbach                                                         | 1849.07.07                                                         | 129253,22                                                          | 74447                                                              | Земельный суд Корнойбурга                                          | Высший земельный суд Вены                                          | Верховный суд Австрии                                              | 316 — Мистельбах                                                   |
| 3171                                                               | Мёдлинг                                                            | Mödling                                                            | 1849.07.07                                                         | 27746,79                                                           | 116878                                                             | Земельный суд Винер-Нойштадта                                      | Высший земельный суд Вены                                          | Верховный суд Австрии                                              | 317 — Мёдлинг                                                      |
| 3183                                                               | Нойнкирхен                                                         | Neunkirchen                                                        | 1849.07.07                                                         | 115017,10                                                          | 85745                                                              | Земельный суд Винер-Нойштадта                                      | Высший земельный суд Вены                                          | Верховный суд Австрии                                              | 318 — Нойнкирхен                                                   |
| 3192                                                               | Нойленгбах                                                         | Neulengbach                                                        | 1849.07.07                                                         | 37290,19                                                           | 35844                                                              | Земельный суд Санкт-Пёльтена                                       | Высший земельный суд Вены                                          | Верховный суд Австрии                                              | 319 — Санкт-Пёльтен                                                |
| 3201                                                               | Шайбс                                                              | Scheibbs                                                           | 1849.07.07                                                         | 102365,49                                                          | 41070                                                              | Земельный суд Санкт-Пёльтена                                       | Высший земельный суд Вены                                          | Верховный суд Австрии                                              | 320 — Шайбс                                                        |
| 3212                                                               | Тульн                                                              | Tulln                                                              | 1849.07.07                                                         | 65782,04                                                           | 72924                                                              | Земельный суд Санкт-Пёльтена                                       | Высший земельный суд Вены                                          | Верховный суд Австрии                                              | 321 — Тульн                                                        |
| 3222                                                               | Вайдхофен-ан-дер-Тайя                                              | Waidhofen an der Thaya                                             | 1849.07.07                                                         | 66914,10                                                           | 26322                                                              | Земельный суд Кремс-ан-дер-Донау -                                 | Высший земельный суд Вены                                          | Верховный суд Австрии                                              | 322 — Вайдхофен-ан-дер-Тайя                                        |
| 3241                                                               | Клостернойбург                                                     | Klosterneuburg                                                     | 1849.07.07                                                         | 11144,25                                                           | 37063                                                              | Земельный суд Корнойбурга                                          | Высший земельный суд Вены                                          | Верховный суд Австрии                                              | 324 — Вин-Умгебунг                                                 |
| 3242                                                               | Пуркерсдорф                                                        | Purkersdorf                                                        | 1849.07.07                                                         | 16533,34                                                           | 29584                                                              | Земельный суд Санкт-Пёльтена                                       | Высший земельный суд Вены                                          | Верховный суд Австрии                                              | 324 — Вин-Умгебунг                                                 |
| 3243                                                               | Швехат                                                             | Schwechat                                                          | 1849.07.07                                                         | 20820,08                                                           | 52044                                                              | Земельный суд Корнойбурга                                          | Высший земельный суд Вены                                          | Верховный суд Австрии                                              | 324 — Вин-Умгебунг                                                 |
| 3254                                                               | Цветль                                                             | Zwettl                                                             | 1849.07.07                                                         | 139912,19                                                          | 42942                                                              | Земельный суд Кремс-ан-дер-Донау                                   | Высший земельный суд Вены                                          | Верховный суд Австрии                                              | 325 — Цветль                                                       |
| Верхняя Австрия — Liste der Gerichtsbezirke in Oberösterreich      |                                                                    |                                                                    |                                                                    |                                                                    |                                                                    |                                                                    |                                                                    |                                                                    |                                                                    |
| 4011                                                               | Линц                                                               | Linz                                                               | 1850.07.04                                                         | 6977,58                                                            | 150916                                                             | Земельный суд Линца                                                | Высший земельный суд Линца                                         | Верховный суд Австрии                                              | 401 — Линц (Штадт)                                                 |
| 4021                                                               | Штайр                                                              | Steyr                                                              | 1850.07.04                                                         | 115884,13                                                          | 129488                                                             | Земельный суд Штайра                                               | Высший земельный суд Линца                                         | Верховный суд Австрии                                              | ↓ 402, 410, 415                                                    |
| ↑                                                                  | ↑                                                                  | ↑                                                                  | 1850.07.04                                                         | 2654,03                                                            | 38287                                                              | Земельный суд Штайра                                               | Высший земельный суд Линца                                         | Верховный суд Австрии                                              | 402 — Штайр (Штадт)                                                |
| ↑                                                                  | ↑                                                                  | ↑                                                                  | 1850.07.04                                                         | 15950,09                                                           | 32284                                                              | Земельный суд Штайра                                               | Высший земельный суд Линца                                         | Верховный суд Австрии                                              | 410 — Линц-Ланд                                                    |
| ↑                                                                  | ↑                                                                  | ↑                                                                  | 1850.07.04                                                         | 97280,01                                                           | 58917                                                              | Земельный суд Штайра                                               | Высший земельный суд Линца                                         | Верховный суд Австрии                                              | 415 — Штайр-Ланд                                                   |
| 4031                                                               | Вельс                                                              | Wels                                                               | 1850.07.04                                                         | 50370,04                                                           | 129174                                                             | Земельный суд Вельса                                               | Высший земельный суд Линца                                         | Верховный суд Австрии                                              | ↓ 403, 418                                                         |
| ↑                                                                  | ↑                                                                  | ↑                                                                  | 1850.07.04                                                         | 4588,19                                                            | 59858                                                              | Земельный суд Вельса                                               | Высший земельный суд Линца                                         | Верховный суд Австрии                                              | 403 — Вельс (Штадт)                                                |
| ↑                                                                  | ↑                                                                  | ↑                                                                  | 1850.07.04                                                         | 45781,85                                                           | 69316                                                              | Земельный суд Вельса                                               | Высший земельный суд Линца                                         | Верховный суд Австрии                                              | 418 — Вельс-Ланд                                                   |
| 4041                                                               | Браунау-ам-Инн                                                     | Braunau am Inn                                                     | 1850.07.04                                                         | 44320,87                                                           | 49163                                                              | Земельный суд Рид-им-Иннкрайс                                      | Высший земельный суд Линца                                         | Верховный суд Австрии                                              | rowspan="2" 404 — Браунау-ам-Инн                                   |
| 4042                                                               | Маттигхофен                                                        | Mattighofen                                                        | 1850.07.04                                                         | 59689,70                                                           | 50740                                                              | Земельный суд Рид-им-Иннкрайс                                      | Высший земельный суд Линца                                         | Верховный суд Австрии                                              |                                                                    |
| 4051                                                               | Эфердинг                                                           | Eferding                                                           | 1850.07.04                                                         | 36859,13                                                           | 40002                                                              | Земельный суд Вельса                                               | Высший земельный суд Линца                                         | Верховный суд Австрии                                              | ↓ 405, 408                                                         |
| ↑                                                                  | ↑                                                                  | ↑                                                                  | 1850.07.04                                                         | 25952,37                                                           | 32209                                                              | Земельный суд Вельса                                               | Высший земельный суд Линца                                         | Верховный суд Австрии                                              | 405 — Эфердинг                                                     |
| ↑                                                                  | ↑                                                                  | ↑                                                                  | 1850.07.04                                                         | 10906,76                                                           | 7793                                                               | Земельный суд Вельса                                               | Высший земельный суд Линца                                         | Верховный суд Австрии                                              | 408 — Грискирхен                                                   |
| 4061                                                               | Фрайштадт                                                          | Freistadt                                                          | 1850.07.04                                                         | 91236,69                                                           | 65012                                                              | Земельный суд Линца                                                | Высший земельный суд Линца                                         | Верховный суд Австрии                                              | ↓ 406, 416                                                         |
| ↑                                                                  | ↑                                                                  | ↑                                                                  | 1850.07.04                                                         | 77446,61                                                           | 54705                                                              | Земельный суд Линца                                                | Высший земельный суд Линца                                         | Верховный суд Австрии                                              | 406 — Фрайштадт                                                    |
| ↑                                                                  | ↑                                                                  | ↑                                                                  | 1850.07.04                                                         | 13790,08                                                           | 10307                                                              | Земельный суд Линца                                                | Высший земельный суд Линца                                         | Верховный суд Австрии                                              | 416 — Урфар-Умгебунг                                               |
| 4071                                                               | Бад-Ишль                                                           | Bad Ischl                                                          | 1850.07.04                                                         | 78795,32                                                           | 35054                                                              | Земельный суд Вельса                                               | Высший земельный суд Линца                                         | Верховный суд Австрии                                              | rowspan="2" 407 — Гмунден                                          |
| 4072                                                               | Гмунден                                                            | Gmunden                                                            | 1850.07.04                                                         | 64457,06                                                           | 64870                                                              | Земельный суд Вельса                                               | Высший земельный суд Линца                                         | Верховный суд Австрии                                              |                                                                    |
| 4081                                                               | Грискирхен                                                         | Grieskirchen                                                       | 1850.07.04                                                         | 46959,55                                                           | 55585                                                              | Земельный суд Вельса                                               | Высший земельный суд Линца                                         | Верховный суд Австрии                                              | 408 — Грискирхен                                                   |
| 4092                                                               | Кирхдорф-ан-дер-Кремс                                              | Kirchdorf an der Krems                                             | 1850.07.04                                                         | 123866,98                                                          | 55793                                                              | Земельный суд Штайра                                               | Высший земельный суд Линца                                         | Верховный суд Австрии                                              | 409 — Кирхдорф-ан-дер-Кремс                                        |
| 4102                                                               | Траун                                                              | Traun                                                              | 1850.07.04                                                         | 30033,19                                                           | 110619                                                             | Земельный суд Линца                                                | Высший земельный суд Линца                                         | Верховный суд Австрии                                              | 410 — Линц-Ланд                                                    |
| 4113                                                               | Перг                                                               | Perg                                                               | 1850.07.04                                                         | 83232,29                                                           | 78599                                                              | Земельный суд Линца                                                | Высший земельный суд Линца                                         | Верховный суд Австрии                                              | ↓ 406, 411                                                         |
| ↑                                                                  | ↑                                                                  | ↑                                                                  | 1850.07.04                                                         | 61269,11                                                           | 66652                                                              | Земельный суд Линца                                                | Высший земельный суд Линца                                         | Верховный суд Австрии                                              | 411 — Перг                                                         |
| ↑                                                                  | ↑                                                                  | ↑                                                                  | 1850.07.04                                                         | 21963,18                                                           | 11947                                                              | Земельный суд Линца                                                | Высший земельный суд Линца                                         | Верховный суд Австрии                                              | 406 — Фрайштадт                                                    |
| 4122                                                               | Рид-им-Иннкрайс                                                    | Ried im Innkreis                                                   | 1850.07.04                                                         | 58433,83                                                           | 59100                                                              | Земельный суд Рид-им-Иннкрайс                                      | Высший земельный суд Линца                                         | Верховный суд Австрии                                              | 412 — Рид-им-Иннкрайс                                              |
| 4134                                                               | Рорбах                                                             | Rohrbach                                                           | 1850.07.04                                                         | 91504,70                                                           | 61601                                                              | Земельный суд Линца                                                | Высший земельный суд Линца                                         | Верховный суд Австрии                                              | ↓ 413, 416                                                         |
| ↑                                                                  | ↑                                                                  | ↑                                                                  | 1850.07.04                                                         | 82739,91                                                           | 56414                                                              | Земельный суд Линца                                                | Высший земельный суд Линца                                         | Верховный суд Австрии                                              | 413 — Рорбах                                                       |
| ↑                                                                  | ↑                                                                  | ↑                                                                  | 1850.07.04                                                         | 8764,79                                                            | 5187                                                               | Земельный суд Линца                                                | Высший земельный суд Линца                                         | Верховный суд Австрии                                              | 416 — Урфар-Умгебунг                                               |
| 4143                                                               | Шердинг                                                            | Schärding                                                          | 1850.07.04                                                         | 61815,75                                                           | 56528                                                              | Земельный суд Рид-им-Иннкрайс                                      | Высший земельный суд Линца                                         | Верховный суд Австрии                                              | 414 — Шердинг                                                      |
| 4162                                                               | Урфар                                                              | Urfahr                                                             | 1850.07.04                                                         | 45067,83                                                           | 112435                                                             | Земельный суд Линца                                                | Высший земельный суд Линца                                         | Верховный суд Австрии                                              | ↓ 410, 416                                                         |
| ↑                                                                  | ↑                                                                  | ↑                                                                  | 1850.07.04                                                         | 2621,11                                                            | 46511                                                              | Земельный суд Линца                                                | Высший земельный суд Линца                                         | Верховный суд Австрии                                              | 410 — Линц-Ланц                                                    |
| ↑                                                                  | ↑                                                                  | ↑                                                                  | 1850.07.04                                                         | 42446,72                                                           | 65924                                                              | Земельный суд Линца                                                | Высший земельный суд Линца                                         | Верховный суд Австрии                                              | 416 — Урфар-Умгебунг                                               |
| 4174                                                               | Фёклабрукк                                                         | Vöcklabruck                                                        | 1850.07.04                                                         | 108486,18                                                          | 132572                                                             | Земельный суд Вельса                                               | Высший земельный суд Линца                                         | Верховный суд Австрии                                              | 417 — Фёклабрукк                                                   |
| Зальцбург — Liste der Gerichtsbezirke in Salzburg                  |                                                                    |                                                                    |                                                                    |                                                                    |                                                                    |                                                                    |                                                                    |                                                                    |                                                                    |
| 5011                                                               | Зальцбург                                                          | Salzburg                                                           | 1850.07.04                                                         | 19114,25                                                           | 187021                                                             | Земельный суд Зальцбурга                                           | Высший земельный суд Линца                                         | Верховный суд Австрии                                              | ↓ 501, 503                                                         |
| ↑                                                                  | ↑                                                                  | ↑                                                                  | 1850.07.04                                                         | 6563,63                                                            | 148420                                                             | Земельный суд Зальцбурга                                           | Высший земельный суд Линца                                         | Верховный суд Австрии                                              | 501 — Зальцбург (Штадт)                                            |
| ↑                                                                  | ↑                                                                  | ↑                                                                  | 1850.07.04                                                         | 12550,62                                                           | 38601                                                              | Земельный суд Зальцбурга                                           | Высший земельный суд Линца                                         | Верховный суд Австрии                                              | 503 — Зальцбург-Умгебунг                                           |
| 5022                                                               | Халлайн                                                            | Hallein                                                            | 1850.07.04                                                         | 66850,74                                                           | 58894                                                              | Земельный суд Зальцбурга                                           | Высший земельный суд Линца                                         | Верховный суд Австрии                                              | 502 — Халлайн                                                      |
| 5031                                                               | Ноймаркт-бай-Зальцбург                                             | Neumarkt bei Salzburg                                              | 1850.07.04                                                         | 24450,12                                                           | 41563                                                              | Земельный суд Зальцбурга                                           | Высший земельный суд Линца                                         | Верховный суд Австрии                                              | rowspan="3" 503 — Зальцбург-Умгебунг                               |
| 5032                                                               | Оберндорф                                                          | Oberndorf                                                          | 1850.07.04                                                         | 18180,18                                                           | 31959                                                              | Земельный суд Зальцбурга                                           | Высший земельный суд Линца                                         | Верховный суд Австрии                                              |                                                                    |
| 5035                                                               | Тальгау                                                            | Thalgau                                                            | 1850.07.04                                                         | 45297,63                                                           | 34290                                                              | Земельный суд Зальцбурга                                           | Высший земельный суд Линца                                         | Верховный суд Австрии                                              |                                                                    |
| 5043                                                               | Санкт-Иоганн-им-Понгау                                             | Sankt Johann im Pongau                                             | 1850.07.04                                                         | 175490,99                                                          | 78874                                                              | Земельный суд Зальцбурга                                           | Высший земельный суд Линца                                         | Верховный суд Австрии                                              | 504 — Санкт-Иоганн-им-Понгау                                       |
| 5051                                                               | Тамсвег                                                            | Tamsweg                                                            | 1850.07.04                                                         | 101992,78                                                          | 20458                                                              | Земельный суд Зальцбурга                                           | Высший земельный суд Линца                                         | Верховный суд Австрии                                              | 505 — Тамсвег                                                      |
| 5062                                                               | Зальфельден                                                        | Saalfelden                                                         | 1850.07.04                                                         | 87548,64                                                           | 34668                                                              | Земельный суд Зальцбурга                                           | Высший земельный суд Линца                                         | Верховный суд Австрии                                              | 506 — Целль-ам-Зе                                                  |
| 5064                                                               | Целль-ам-Зе                                                        | Zell am See                                                        | 1850.07.04                                                         | 176677,63                                                          | 50848                                                              | Земельный суд Зальцбурга                                           | Высший земельный суд Линца                                         | Верховный суд Австрии                                              | 506 — Целль-ам-Зе                                                  |
| Штирия — Liste der Gerichtsbezirke in Salzburg                     |                                                                    |                                                                    |                                                                    |                                                                    |                                                                    |                                                                    |                                                                    |                                                                    |                                                                    |
| 6011                                                               | Грац-Ост                                                           | Graz-Ost                                                           | 1849.03.17                                                         | 62781,52                                                           | 254282                                                             | Земельные суды Граца                                               | Высший земельный суд Граца                                         | Верховный суд Австрии                                              | ↓ 601, 606                                                         |
| ↑                                                                  | ↑                                                                  | ↑                                                                  | 1849.03.17                                                         | 7642,13                                                            | 149499                                                             | Земельные суды Граца                                               | Высший земельный суд Граца                                         | Верховный суд Австрии                                              | 601 — Грац (Штадт)                                                 |
| ↑                                                                  | ↑                                                                  | ↑                                                                  | 1849.03.17                                                         | 55139,39                                                           | 104783                                                             | Земельные суды Граца                                               | Высший земельный суд Граца                                         | Верховный суд Австрии                                              | 606 — Грац-Умгебунг                                                |
| 6012                                                               | Грац-Вест                                                          | Graz-West                                                          | 2007.01.01                                                         | 58602,37                                                           | 167022                                                             | Земельные суды Граца                                               | Высший земельный суд Граца                                         | Верховный суд Австрии                                              | ↓ 601, 606                                                         |
| ↑                                                                  | ↑                                                                  | ↑                                                                  | 2007.01.01                                                         | 5106,03                                                            | 124708                                                             | Земельные суды Граца                                               | Высший земельный суд Граца                                         | Верховный суд Австрии                                              | 601 — Грац (Штадт)                                                 |
| ↑                                                                  | ↑                                                                  | ↑                                                                  | 1849.03.17                                                         | 53496,34                                                           | 42314                                                              | Земельные суды Граца                                               | Высший земельный суд Граца                                         | Верховный суд Австрии                                              | 606 — Грац-Умгебунг                                                |
| 6031                                                               | Дойчландсберг                                                      | Deutschlandsberg                                                   | 1849.03.17                                                         | 86401,78                                                           | 60404                                                              | Земельные суды Граца                                               | Высший земельный суд Граца                                         | Верховный суд Австрии                                              | 603 — Дойчландсберг                                                |
| 6101                                                               | Лайбниц                                                            | Leibnitz                                                           | 1849.03.17                                                         | 72695,50                                                           | 80449                                                              | Земельные суды Граца                                               | Высший земельный суд Граца                                         | Верховный суд Австрии                                              | 610 — Лайбниц                                                      |
| 6112                                                               | Леобен                                                             | Leoben                                                             | 1849.03.17                                                         | 105217,97                                                          | 60949                                                              | Земельный суд Леобена                                              | Высший земельный суд Граца                                         | Верховный суд Австрии                                              | 611 — Леобен                                                       |
| 6124                                                               | Лицен                                                              | Liezen                                                             | 1849.03.17                                                         | 236236,16                                                          | 57024                                                              | Земельный суд Леобена                                              | Высший земельный суд Граца                                         | Верховный суд Австрии                                              | rowspan="2" 612 — Лицен                                            |
| 6126                                                               | Шладминг                                                           | Schladming                                                         | 1849.03.17                                                         | 95287,69                                                           | 22550                                                              | Земельный суд Леобена                                              | Высший земельный суд Граца                                         | Верховный суд Австрии                                              |                                                                    |
| 6141                                                               | Мурау                                                              | Murau                                                              | 1849.03.17                                                         | 138411,50                                                          | 28490                                                              | Земельный суд Леобена                                              | Высший земельный суд Граца                                         | Верховный суд Австрии                                              | 614 — Мурау                                                        |
| 6161                                                               | Фойтсберг                                                          | Voitsberg                                                          | 1849.03.17                                                         | 67921,91                                                           | 51702                                                              | Земельные суды Граца                                               | Высший земельный суд Граца                                         | Верховный суд Австрии                                              | 616 — Фойтсберг                                                    |
| 6173                                                               | Вайц                                                               | Weiz                                                               | 1849.03.17                                                         | 109786,33                                                          | 88702                                                              | Земельные суды Граца                                               | Высший земельный суд Граца                                         | Верховный суд Австрии                                              | 617 — Вайц                                                         |
| 6201                                                               | Юденбург                                                           | Judenburg                                                          | 1849.03.17                                                         | 167578,25                                                          | 72930                                                              | Земельный суд Леобена                                              | Высший земельный суд Граца                                         | Верховный суд Австрии                                              | 620 — Мурталь                                                      |
| 6211                                                               | Брукк-ан-дер-Мур                                                   | Bruck an der Mur                                                   | 1849.03.17                                                         | 130633,02                                                          | 61484                                                              | Земельный суд Леобена                                              | Высший земельный суд Граца                                         | Верховный суд Австрии                                              | rowspan="2" 621 — Брукк-Мюрццушлаг                                 |
| 6212                                                               | Мюрццушлаг                                                         | Mürzzuschlag                                                       | 1849.03.17                                                         | 84847,36                                                           | 39334                                                              | Земельный суд Леобена                                              | Высший земельный суд Граца                                         | Верховный суд Австрии                                              |                                                                    |
| 6221                                                               | Фюрстенфельд                                                       | Fürstenfeld                                                        | 1849.03.17                                                         | 122758,89                                                          | 90364                                                              | Земельные суды Граца                                               | Высший земельный суд Граца                                         | Верховный суд Австрии                                              | 622 — Хартберг-Фюрстенфельд                                        |
| 6231                                                               | Фельдбах                                                           | Feldbach                                                           | 1849.03.17                                                         | 100943,72                                                          | 85884                                                              | Земельные суды Граца                                               | Высший земельный суд Граца                                         | Верховный суд Австрии                                              | 623 — Зюдостштайермарк                                             |
| Тироль — Liste der Gerichtsbezirke in Tirol                        |                                                                    |                                                                    |                                                                    |                                                                    |                                                                    |                                                                    |                                                                    |                                                                    |                                                                    |
| 7011                                                               | Инсбрук                                                            | Innsbruck                                                          | 1849.11.29                                                         | 153720,60                                                          | 197917                                                             | Земельный суд Инсбрука                                             | Высший земельный суд Инсбрука                                      | Верховный суд Австрии                                              | ↓ 701, 703                                                         |
| ↑                                                                  | ↑                                                                  | ↑                                                                  | 1849.11.29                                                         | 10480,96                                                           | 126965                                                             | Земельный суд Инсбрука                                             | Высший земельный суд Инсбрука                                      | Верховный суд Австрии                                              | 701 — Инсбрук-Штадт                                                |
| ↑                                                                  | ↑                                                                  | ↑                                                                  | 1849.11.29                                                         | 143239,64                                                          | 70952                                                              | Земельный суд Инсбрука                                             | Высший земельный суд Инсбрука                                      | Верховный суд Австрии                                              | 703 — Инсбрук-Ланд                                                 |
| 7021                                                               | Имст                                                               | Imst                                                               | 1849.11.29                                                         | 60282,39                                                           | 24594                                                              | Земельный суд Инсбрука                                             | Высший земельный суд Инсбрука                                      | Верховный суд Австрии                                              | rowspan="2" 702 — Имст                                             |
| 7022                                                               | Зильц                                                              | Silz                                                               | 1849.11.29                                                         | 112099,43                                                          | 33060                                                              | Земельный суд Инсбрука                                             | Высший земельный суд Инсбрука                                      | Верховный суд Австрии                                              |                                                                    |
| 7031                                                               | Халль                                                              | Hall (in Tirol)                                                    | 1849.11.29                                                         | 31137,90                                                           | 61699                                                              | Земельный суд Инсбрука                                             | Высший земельный суд Инсбрука                                      | Верховный суд Австрии                                              | rowspan="2" 703 — Инсбрук-Ланд                                     |
| 7033                                                               | Тельфс                                                             | Telfs                                                              | 1849.11.29                                                         | 24558,88                                                           | 39390                                                              | Земельный суд Инсбрука                                             | Высший земельный суд Инсбрука                                      | Верховный суд Австрии                                              |                                                                    |
| 7042                                                               | Кицбюэль                                                           | Kitzbühel                                                          | 1849.11.29                                                         | 116225,23                                                          | 62576                                                              | Земельный суд Инсбрука                                             | Высший земельный суд Инсбрука                                      | Верховный суд Австрии                                              | 704 — Кицбюэль                                                     |
| 7051                                                               | Куфштайн                                                           | Kufstein                                                           | 1849.11.29                                                         | 49826,39                                                           | 70208                                                              | Земельный суд Инсбрука                                             | Высший земельный суд Инсбрука                                      | Верховный суд Австрии                                              | rowspan="2" 705 — Куфштайн                                         |
| 7052                                                               | Раттенберг                                                         | Rattenberg                                                         | 1849.11.29                                                         | 47055,23                                                           | 34025                                                              | Земельный суд Инсбрука                                             | Высший земельный суд Инсбрука                                      | Верховный суд Австрии                                              |                                                                    |
| 7061                                                               | Ландэкк                                                            | Landeck                                                            | 1849.11.29                                                         | 159453,05                                                          | 43893                                                              | Земельный суд Инсбрука                                             | Высший земельный суд Инсбрука                                      | Верховный суд Австрии                                              | 706 — Ландэкк                                                      |
| 7071                                                               | Лиенц                                                              | Lienz                                                              | 1849.11.29                                                         | 201929,64                                                          | 48896                                                              | Земельный суд Инсбрука                                             | Высший земельный суд Инсбрука                                      | Верховный суд Австрии                                              | 707 — Лиенц                                                        |
| 7081                                                               | Ройтте                                                             | Reutte                                                             | 1849.11.29                                                         | 123566,71                                                          | 31691                                                              | Земельный суд Инсбрука                                             | Высший земельный суд Инсбрука                                      | Верховный суд Австрии                                              | 708 — Ройтте                                                       |
| 7091                                                               | Швац                                                               | Schwaz                                                             | 1849.11.29                                                         | 75638,41                                                           | 46679                                                              | Земельный суд Инсбрука                                             | Высший земельный суд Инсбрука                                      | Верховный суд Австрии                                              | rowspan="2" 709 — Швац                                             |
| 7092                                                               | Целль-ам-Циллер                                                    | Zell am Ziller                                                     | 1849.11.29                                                         | 108523,17                                                          | 34198                                                              | Земельный суд Инсбрука                                             | Высший земельный суд Инсбрука                                      | Верховный суд Австрии                                              |                                                                    |
| Форарльберг — Liste der Gerichtsbezirke in Vorarlberg              |                                                                    |                                                                    |                                                                    |                                                                    |                                                                    |                                                                    |                                                                    |                                                                    |                                                                    |
| 8011                                                               | Блуденц                                                            | Bludenz                                                            | 2017.07.01                                                         | 128 563,88                                                         | 61 584                                                             | Земельный суд Фельдкирха                                           | Высший земельный суд Инсбрука                                      | Верховный суд Австрии                                              | ↓ 801                                                              |
| 8011 ↑                                                             | Блуденц                                                            | Bludenz                                                            | 1849.11.29                                                         | 72 379,05                                                          | 45 141                                                             | Земельный суд Фельдкирха                                           | Высший земельный суд Инсбрука                                      | Верховный суд Австрии                                              | rowspan="2" 801 — Блуденц                                          |
| 8012 ↑                                                             | Монтафон                                                           | Montafon                                                           | 1849.11.29                                                         | 56 184,83                                                          | 16 443                                                             | Земельный суд Фельдкирха                                           | Высший земельный суд Инсбрука                                      | Верховный суд Австрии                                              |                                                                    |
| 8021                                                               | Бецау                                                              | Bezau                                                              | 1849.11.29                                                         | 58836,10                                                           | 26987                                                              | Земельный суд Фельдкирха                                           | Высший земельный суд Инсбрука                                      | Верховный суд Австрии                                              | rowspan="2" 802 — Брегенц                                          |
| 8022                                                               | Брегенц                                                            | Bregenz                                                            | 1849.11.29                                                         | 27695,89                                                           | 102601                                                             | Земельный суд Фельдкирха                                           | Высший земельный суд Инсбрука                                      | Верховный суд Австрии                                              |                                                                    |
| 8031                                                               | Дорнбирн                                                           | Dornbirn                                                           | 1849.11.29                                                         | 17226,99                                                           | 84973                                                              | Земельный суд Фельдкирха                                           | Высший земельный суд Инсбрука                                      | Верховный суд Австрии                                              | 803 — Дорнбирн                                                     |
| 8041                                                               | Фельдкирх                                                          | Feldkirch                                                          | 1849.11.29                                                         | 27789,15                                                           | 102447                                                             | Земельный суд Фельдкирха                                           | Высший земельный суд Инсбрука                                      | Верховный суд Австрии                                              | 804 — Фельдкирх                                                    |
| Вена — Liste der Gerichtsbezirke in Wien                           |                                                                    |                                                                    |                                                                    |                                                                    |                                                                    |                                                                    |                                                                    |                                                                    |                                                                    |
| 900A                                                               | Внутренний город Вена                                              | Innere Stadt Wien                                                  | 1849.07.07/1908.05.01/1945.07.03                                   | 4006,45                                                            | 316599                                                             | Земельные суды Вены                                                | Высший земельный суд Вены                                          | Верховный суд Австрии                                              | ↓ 901, 903, 904, 905, 906, 911                                     |
| ↑                                                                  | ↑                                                                  | ↑                                                                  | 1849.07.07                                                         | 287,95                                                             | 16339                                                              | Земельные суды Вены                                                | Высший земельный суд Вены                                          | Верховный суд Австрии                                              | 901 — Внутренний город                                             |
| ↑                                                                  | ↑                                                                  | ↑                                                                  | 1849.07.07                                                         | 715,48                                                             | 88125                                                              | Земельные суды Вены                                                | Высший земельный суд Вены                                          | Верховный суд Австрии                                              | 903 — Ландштрасе                                                   |
| ↑                                                                  | ↑                                                                  | ↑                                                                  | 1849.07.07                                                         | 179,84                                                             | 31691                                                              | Земельные суды Вены                                                | Высший земельный суд Вены                                          | Верховный суд Австрии                                              | 904 — Виден                                                        |
| ↑                                                                  | ↑                                                                  | ↑                                                                  | 1913.01.01                                                         | 201,40                                                             | 54246                                                              | Земельные суды Вены                                                | Высший земельный суд Вены                                          | Верховный суд Австрии                                              | 905 — Маргаретен                                                   |
| ↑                                                                  | ↑                                                                  | ↑                                                                  | 1849.07.31                                                         | 144,32                                                             | 31000                                                              | Земельные суды Вены                                                | Высший земельный суд Вены                                          | Верховный суд Австрии                                              | 906 — Мариахильф                                                   |
| ↑                                                                  | ↑                                                                  | ↑                                                                  | 1892.04.01                                                         | 2477,46                                                            | 95198                                                              | Земельные суды Вены                                                | Высший земельный суд Вены                                          | Верховный суд Австрии                                              | 911 — Зиммеринг                                                    |
| 900B                                                               | Йозефштадт                                                         | Josefstadt                                                         | 1849.07.31/1993.01.01                                              | 566,64                                                             | 96691                                                              | Земельные суды Вены                                                | Высший земельный суд Вены                                          | Верховный суд Австрии                                              | ↓ 907, 908, 909                                                    |
| ↑                                                                  | ↑                                                                  | ↑                                                                  | 1849.07.31                                                         | 160,46                                                             | 31291                                                              | Земельные суды Вены                                                | Высший земельный суд Вены                                          | Верховный суд Австрии                                              | 907 — Нойбау                                                       |
| ↑                                                                  | ↑                                                                  | ↑                                                                  | 1849.07.31                                                         | 108,94                                                             | 24518                                                              | Земельные суды Вены                                                | Высший земельный суд Вены                                          | Верховный суд Австрии                                              | 908 — Йозефштадт                                                   |
| ↑                                                                  | ↑                                                                  | ↑                                                                  | 1849.07.31                                                         | 297,24                                                             | 40882                                                              | Земельные суды Вены                                                | Высший земельный суд Вены                                          | Верховный суд Австрии                                              | 909 — Альзергрунд                                                  |
| 900C                                                               | Фаворитен                                                          | Favoriten                                                          | 1892.04.01/1945.07.03                                              | 3056,83                                                            | 189713                                                             | Земельные суды Вены                                                | Высший земельный суд Вены                                          | Верховный суд Австрии                                              | 910 — Фаворитен                                                    |
| 900D                                                               | Майдлинг                                                           | Meidling                                                           | 1892.04.01/1996.12.30                                              | 764,84                                                             | 92229                                                              | Земельные суды Вены                                                | Высший земельный суд Вены                                          | Верховный суд Австрии                                              | 912 — Майдлинг                                                     |
| 900E                                                               | Хитцинг                                                            | Hietzing                                                           | 1849.07.07/1892.04.01/1945.07.03                                   | 3818,62                                                            | 52115                                                              | Земельные суды Вены                                                | Высший земельный суд Вены                                          | Верховный суд Австрии                                              | 913 — Хитцинг                                                      |
| 900F                                                               | Фюнфхаус                                                           | Fünfhaus                                                           | 1892.04.01/1945.07.03                                              | 3714,30                                                            | 165623                                                             | Земельные суды Вены                                                | Высший земельный суд Вены                                          | Верховный суд Австрии                                              | ↓ 914, 915                                                         |
| ↑                                                                  | ↑                                                                  | ↑                                                                  | 1849.07.07                                                         | 3321,51                                                            | 89303                                                              | Земельные суды Вены                                                | Высший земельный суд Вены                                          | Верховный суд Австрии                                              | 914 — Пенцинг                                                      |
| ↑                                                                  | ↑                                                                  | ↑                                                                  | -                                                                  | 392,79                                                             | 76320                                                              | Земельные суды Вены                                                | Высший земельный суд Вены                                          | Верховный суд Австрии                                              | 915 — Рудольфсхайм-Фюнфхаус                                        |
| 900G                                                               | Хернальс                                                           | Hernals                                                            | 1849.07.07/1892.04.01/1945.07.03                                   | 2006,28                                                            | 156366                                                             | Земельные суды Вены                                                | Высший земельный суд Вены                                          | Верховный суд Австрии                                              | ↓ 916, 917                                                         |
| ↑                                                                  | ↑                                                                  | ↑                                                                  | 1892.04.01                                                         | 867,18                                                             | 100738                                                             | Земельные суды Вены                                                | Высший земельный суд Вены                                          | Верховный суд Австрии                                              | 916 — Оттакринг                                                    |
| ↑                                                                  | ↑                                                                  | ↑                                                                  | 1849.07.07/1892.04.01/1945.07.03                                   | 1139,10                                                            | 55628                                                              | Земельные суды Вены                                                | Высший земельный суд Вены                                          | Верховный суд Австрии                                              | 917 — Хернальс                                                     |
| 900H                                                               | Дёблинг                                                            | Döbling                                                            | 1894.01.01                                                         | 3048,79                                                            | 119177                                                             | Земельные суды Вены                                                | Высший земельный суд Вены                                          | Верховный суд Австрии                                              | ↓ 918, 919                                                         |
| ↑                                                                  | ↑                                                                  | ↑                                                                  | 1849.07.07/1892.04.01                                              | 776,66                                                             | 49178                                                              | Земельные суды Вены                                                | Высший земельный суд Вены                                          | Верховный суд Австрии                                              | 918 — Веринг                                                       |
| ↑                                                                  | ↑                                                                  | ↑                                                                  | 1894.01.01                                                         | 2272,13                                                            | 69999                                                              | Земельные суды Вены                                                | Высший земельный суд Вены                                          | Верховный суд Австрии                                              | 919 — Дёблинг                                                      |
| 900I                                                               | Флоридсдорф                                                        | Floridsdorf                                                        | 1945.07.03                                                         | 4629,63                                                            | 151844                                                             | Земельные суды Вены                                                | Высший земельный суд Вены                                          | Верховный суд Австрии                                              | 921 — Флоридсдорф                                                  |
| 900K                                                               | Донауштадт                                                         | Donaustadt                                                         | 1985.05.09                                                         | 10318,76                                                           | 172978                                                             | Земельные суды Вены                                                | Высший земельный суд Вены                                          | Верховный суд Австрии                                              | 922 — Донауштадт                                                   |
| 900L                                                               | Лизинг                                                             | Liesing                                                            | /1945.07.03                                                        | 3242,88                                                            | 96775                                                              | Земельные суды Вены                                                | Высший земельный суд Вены                                          | Верховный суд Австрии                                              | 923 — Лизинг                                                       |
| 900M                                                               | Леопольдштадт                                                      | Leopoldstadt                                                       | 1849.07.07/1892.04.01                                              | 2290,82                                                            | 187227                                                             | Земельные суды Вены                                                | Высший земельный суд Вены                                          | Верховный суд Австрии                                              | ↓ 902, 920                                                         |
| ↑                                                                  | ↑                                                                  | ↑                                                                  | 1849.07.07/1892.04.01                                              | 1815,97                                                            | 101702                                                             | Земельные суды Вены                                                | Высший земельный суд Вены                                          | Верховный суд Австрии                                              | 902 — Леопольдштадт                                                |
| ↑                                                                  | ↑                                                                  | ↑                                                                  | 1849.07.07                                                         | 474,85                                                             | 85525                                                              | Земельные суды Вены                                                | Высший земельный суд Вены                                          | Верховный суд Австрии                                              | 920 — Бригиттенау                                                  |

## Суды публичного права

### Конституционная юрисдикция
- Конституционный суд Австрии

### Административная юрисдикция
- Высший административный суд
- Административные суды первой инстанции:
  - Региональные административные суды
    - Окружной административный суд Бургенланда
    - Окружной административный суд Вены
    - Окружной административный суд Верхней Австрии
    - Окружной административный суд Зальцбурга
    - Окружной административный суд Каринтии
    - Окружной административный суд Нижней Австрии
    - Окружной административный суд Тироля
    - Окружной административный суд Форарльберга
    - Окружной административный суд Штирии

  - Федеральный административный суд
  - Федеральный финансовый суд

## Упразднённые суды и судебные округа
В данном разделе показаны все ликвидированные на текущий момент суды Австрийской Республики, созданные в результате реформы 1849—1850 годов, в разрезе федеральных земель и политических округов, в которых они были упразднены. Для упразднённых судов также указаны вышестоящие земельные суды на момент их закрытия. В таблице далее учтены районные суды, предусмотренные декретом к закрытию в 2016—2018 годах. Вполне возможно, что существующие районные суды уже однажды упразднялись, а затем восстанавливались. Например, районный суд Майдлинг (в 1939 году был объединён с районным судом Фюнфхаус, но в конце 1990-х годов вновь восстановлен) или районный суд Йозефштадт (в 1939 году был объединён с районным судом Внутренний город Вена, но в 1993 году вновь восстановлен).
| Список упразднённых судов и судебных округов Австрии по состоянию на 1 января 2016 года | Список упразднённых судов и судебных округов Австрии по состоянию на 1 января 2016 года | Список упразднённых судов и судебных округов Австрии по состоянию на 1 января 2016 года | Список упразднённых судов и судебных округов Австрии по состоянию на 1 января 2016 года | Список упразднённых судов и судебных округов Австрии по состоянию на 1 января 2016 года | Список упразднённых судов и судебных округов Австрии по состоянию на 1 января 2016 года | Список упразднённых судов и судебных округов Австрии по состоянию на 1 января 2016 года | Список упразднённых судов и судебных округов Австрии по состоянию на 1 января 2016 года |
| Кодовый номер                                                                           | Название судебного округа                                                               | Название судебного округа                                                               | Дата образования судебного округа                                                       | Дата ликвидации судебного округа                                                        | Земельный суд                                                                           | Высший земельный суд                                                                    | Политический округ                                                                      |
| --------------------------------------------------------------------------------------- | --------------------------------------------------------------------------------------- | --------------------------------------------------------------------------------------- | --------------------------------------------------------------------------------------- | --------------------------------------------------------------------------------------- | --------------------------------------------------------------------------------------- | --------------------------------------------------------------------------------------- | --------------------------------------------------------------------------------------- |
| Кодовый номер                                                                           | Бургенланд — Liste der Gerichtsbezirke im Burgenland                                    |                                                                                         | Дата образования судебного округа                                                       | Дата ликвидации судебного округа                                                        | Земельный суд                                                                           | Высший земельный суд                                                                    | Политический округ                                                                      |
| 1011                                                                                    | Айзенштадт (Штадт)                                                                      | Eisenstadt(Stadt)                                                                       | 1921.07.22                                                                              | 2010.01.01                                                                              | Земельный суд Айзенштадта                                                               | Высший земельный суд Вены                                                               | Айзенштадт (Штадт)                                                                      |
| 1021                                                                                    | Айзенштадт (Руст)                                                                       | Eisenstadt(Rust)                                                                        | 1921.07.22                                                                              | 2010.01.01                                                                              | Земельный суд Айзенштадта                                                               | Высший земельный суд Вены                                                               | Руст (Штадт)                                                                            |
| 1031                                                                                    | Айзенштадт (Ланд)                                                                       | Eisenstadt(Land)                                                                        | 1921.07.22                                                                              | 2010.01.01                                                                              | Земельный суд Айзенштадта                                                               | Высший земельный суд Вены                                                               | Айзенштадт-Умгебунг                                                                     |
| 1051                                                                                    | Еннерсдорф                                                                              | Jennersdorf                                                                             | 1921.07.22                                                                              | 2018.01.01                                                                              | Земельный суд Айзенштадта                                                               | Высший земельный суд Вены                                                               | Еннерсдорф                                                                              |
| Вена — Liste der Gerichtsbezirke in Wien                                                |                                                                                         |                                                                                         |                                                                                         |                                                                                         |                                                                                         |                                                                                         |                                                                                         |
| Зексхаус                                                                                | Sechshaus                                                                               | 1849.07.07                                                                              | 1892.04.01                                                                              | Земельные суды Вены                                                                     | Высший земельный суд Вены                                                               | rowspan="16" Вена                                                                       |                                                                                         |
| Альзергрунд                                                                             | Alsergrund                                                                              | 1849.07.31                                                                              | 1898.01.01                                                                              | Земельные суды Вены                                                                     | Высший земельный суд Вены                                                               |                                                                                         |                                                                                         |
| Мариахильф                                                                              | Mariahilf                                                                               | 1849.07.31                                                                              | 1898.01.01                                                                              | Земельные суды Вены                                                                     | Высший земельный суд Вены                                                               |                                                                                         |                                                                                         |
| Внутренний город I                                                                      | Innere Stadt I                                                                          | 1889.08.17                                                                              | 1908.05.01                                                                              | Земельные суды Вены                                                                     | Высший земельный суд Вены                                                               |                                                                                         |                                                                                         |
| Внутренний город II                                                                     | Innere Stadt II                                                                         | 1889.08.17                                                                              | 1908.05.01                                                                              | Земельные суды Вены                                                                     | Высший земельный суд Вены                                                               |                                                                                         |                                                                                         |
| Виден                                                                                   | Wieden                                                                                  | 1849.07.07                                                                              | 1913.01.01                                                                              | Земельные суды Вены                                                                     | Высший земельный суд Вены                                                               |                                                                                         |                                                                                         |
| Леопольдштадт I                                                                         | Leopoldstadt I                                                                          | 1892.04.01                                                                              | 1915.08.01                                                                              | Земельные суды Вены                                                                     | Высший земельный суд Вены                                                               |                                                                                         |                                                                                         |
| Леопольдштадт II                                                                        | Leopoldstadt II                                                                         | 1892.04.01                                                                              | 1915.08.01                                                                              | Земельные суды Вены                                                                     | Высший земельный суд Вены                                                               |                                                                                         |                                                                                         |
| Рудольфсхайм                                                                            | Rudolfsheim                                                                             | 1892.04.01                                                                              | 1922.10.15                                                                              | Земельные суды Вены                                                                     | Высший земельный суд Вены                                                               |                                                                                         |                                                                                         |
| Оттакринг                                                                               | Ottakring                                                                               | 1892.04.01                                                                              | 1924.09.20                                                                              | Земельные суды Вены                                                                     | Высший земельный суд Вены                                                               |                                                                                         |                                                                                         |
| Веринг                                                                                  | Währing                                                                                 | 1849.07.07                                                                              | 1925                                                                                    | Земельные суды Вены                                                                     | Высший земельный суд Вены                                                               |                                                                                         |                                                                                         |
| Нойбау                                                                                  | Neubau                                                                                  | 1849.07.31                                                                              | 1931                                                                                    | Земельные суды Вены                                                                     | Высший земельный суд Вены                                                               |                                                                                         |                                                                                         |
| Ландштрасе                                                                              | Landstraße                                                                              | 1849.07.07                                                                              | 1939                                                                                    | Земельные суды Вены                                                                     | Высший земельный суд Вены                                                               |                                                                                         |                                                                                         |
| Маргаретен                                                                              | Margareten                                                                              | 1913.01.01                                                                              | 1939                                                                                    | Земельные суды Вены                                                                     | Высший земельный суд Вены                                                               |                                                                                         |                                                                                         |
| ?                                                                                       | Исполнительный суд Вены                                                                 | Exekutionsgericht Wien                                                                  | 1955.01.01                                                                              | Земельные суды Вены                                                                     | Высший земельный суд Вены                                                               | 1997.04.01                                                                              |                                                                                         |
| ?                                                                                       | Уголовный районный суд Вены                                                             | Strafbezirksgericht Wien                                                                | 1849.07.07                                                                              | Земельные суды Вены                                                                     | Высший земельный суд Вены                                                               | 1996.12.30                                                                              |                                                                                         |
| Верхняя Австрия — Liste der Gerichtsbezirke in Oberösterreich                           |                                                                                         |                                                                                         |                                                                                         |                                                                                         |                                                                                         |                                                                                         |                                                                                         |
| 4102                                                                                    | Линц-Ланд                                                                               | Linz Land                                                                               | 1850.07.04                                                                              | 2005.01.01                                                                              | Земельный суд Линца                                                                     | Высший земельный суд Линца                                                              | Линц-Ланд                                                                               |
| 4111                                                                                    | Грайн                                                                                   | Grein                                                                                   | 1850.07.04                                                                              | 2003.01.01                                                                              | Земельный суд Линца                                                                     | Высший земельный суд Линца                                                              | rowspan="2" Перг                                                                        |
| 4112                                                                                    | Маутхаузен                                                                              | Mauthausen                                                                              | 1850.07.04                                                                              | 2014.01.01                                                                              | Земельный суд Линца                                                                     | Высший земельный суд Линца                                                              |                                                                                         |
| Хаслах                                                                                  | Haslach                                                                                 | 1923.06.01                                                                              | 1850.07.04                                                                              | rowspan="4" Рорбах                                                                      | Земельный суд Линца                                                                     | Высший земельный суд Линца                                                              |                                                                                         |
| 4131                                                                                    | Айген                                                                                   | Aigen                                                                                   | 1850.07.04                                                                              | 2003.01.01                                                                              | Земельный суд Линца                                                                     | Высший земельный суд Линца                                                              |                                                                                         |
| 4132                                                                                    | Лембах                                                                                  | Lembach                                                                                 | 1850.07.04                                                                              | 2003.01.01                                                                              | Земельный суд Линца                                                                     | Высший земельный суд Линца                                                              |                                                                                         |
| 4133                                                                                    | Нойфельден                                                                              | Neufelden                                                                               | 1850.07.04                                                                              | 2003.01.01                                                                              | Земельный суд Линца                                                                     | Высший земельный суд Линца                                                              |                                                                                         |
| Оттенсхайм                                                                              | Ottensheim                                                                              | 1958.04.01                                                                              | 1850.07.04                                                                              | rowspan="3" Урфар-Умгебунг                                                              | Земельный суд Линца                                                                     | Высший земельный суд Линца                                                              |                                                                                         |
| 4162                                                                                    | Урфар                                                                                   | 1958.04.01                                                                              | 1850.07.04                                                                              | Urfahr                                                                                  | Земельный суд Линца                                                                     | Высший земельный суд Линца                                                              |                                                                                         |
| 4161                                                                                    | Леонфельден                                                                             | Leonfelden                                                                              | 1850.07.04                                                                              | 2013.01.01                                                                              | Земельный суд Линца                                                                     | Высший земельный суд Линца                                                              |                                                                                         |
| 4162                                                                                    | Урфар-Умгебунг                                                                          | Urfahr-Umgebung                                                                         | 1958.04.01                                                                              | 2013.01.01                                                                              | Земельный суд Линца                                                                     | Высший земельный суд Линца                                                              | Урфар-Умгебунг, Линц (Штадт)                                                            |
| 4063                                                                                    | Унтервайсенбах                                                                          | Unterweißenbach                                                                         | 1850.07.04                                                                              | 2003.01.01                                                                              | Земельный суд Линца                                                                     | Высший земельный суд Линца                                                              | rowspan="2" Фрайштадт                                                                   |
| 4062                                                                                    | Прегартен                                                                               | Pregarten                                                                               | 1850.07.04                                                                              | 2014.01.01                                                                              | Земельный суд Линца                                                                     | Высший земельный суд Линца                                                              |                                                                                         |
| 4044                                                                                    | Вильдсхут                                                                               | Wildshut                                                                                | 1850.07.04                                                                              | 2003.01.01                                                                              | Земельный суд Рид-им-Иннкрайс                                                           | Высший земельный суд Линца                                                              | rowspan="2" Браунау-ам-Инн                                                              |
| 4043                                                                                    | Мауэркирхен                                                                             | Mauerkirchen                                                                            | 1850.07.04                                                                              | 2005.01.01                                                                              | Земельный суд Рид-им-Иннкрайс                                                           | Высший земельный суд Линца                                                              |                                                                                         |
| 4121                                                                                    | Обернберг-ам-Инн                                                                        | Obernberg am Inn                                                                        | 1850.07.04                                                                              | 2005.01.01                                                                              | Земельный суд Рид-им-Иннкрайс                                                           | Высший земельный суд Линца                                                              | Рид-им-Иннкрайс                                                                         |
| 4142                                                                                    | Раб                                                                                     | Raab                                                                                    | 1850.07.04                                                                              | 2003.01.01                                                                              | Земельный суд Рид-им-Иннкрайс                                                           | Высший земельный суд Линца                                                              | rowspan="2" Шердинг                                                                     |
| 4141                                                                                    | Энгельхартсцелль                                                                        | Engelhartszell                                                                          | 1850.07.04                                                                              | 2003.01.01                                                                              | Земельный суд Рид-им-Иннкрайс                                                           | Высший земельный суд Линца                                                              |                                                                                         |
| 4091                                                                                    | Грюнбург                                                                                | Grünburg                                                                                | 1850.07.04                                                                              | 2003.01.01                                                                              | Земельный суд Штайра                                                                    | Высший земельный суд Линца                                                              | rowspan="3" Кирхдорф-ан-дер-Кремс                                                       |
| 4093                                                                                    | Кремсмюнстер                                                                            | Kremsmünster                                                                            | 1850.07.04                                                                              | 2003.01.01                                                                              | Земельный суд Штайра                                                                    | Высший земельный суд Линца                                                              |                                                                                         |
| 4094                                                                                    | Виндишгарстен                                                                           | Windischgarsten                                                                         | 1850.07.04                                                                              | 2013.01.01                                                                              | Земельный суд Штайра                                                                    | Высший земельный суд Линца                                                              |                                                                                         |
| Санкт-Флориан                                                                           | St. Florian                                                                             | 1958.04.01                                                                              | 1850.07.04                                                                              | rowspan="3" Линц-Ланд                                                                   | Земельный суд Штайра                                                                    | Высший земельный суд Линца                                                              |                                                                                         |
| 4103                                                                                    | Нойхофен-ан-дер-Кремс                                                                   | Neuhofen an der Krems                                                                   | 1850.07.04                                                                              | 2005.01.01                                                                              | Земельный суд Штайра                                                                    | Высший земельный суд Линца                                                              |                                                                                         |
| 4101                                                                                    | Энс                                                                                     | Enns                                                                                    | 1850.07.04                                                                              | 2014.01.01                                                                              | Земельный суд Штайра                                                                    | Высший земельный суд Линца                                                              |                                                                                         |
| 4152                                                                                    | Вайер                                                                                   | Weyer                                                                                   | 1850.07.04                                                                              | 2014.01.01                                                                              | Земельный суд Штайра                                                                    | Высший земельный суд Линца                                                              | Штайр-Ланд                                                                              |
| 4181                                                                                    | Ламбах                                                                                  | Lambach                                                                                 | 1850.07.04                                                                              | 2013.01.01                                                                              | Земельный суд Вельса                                                                    | Высший земельный суд Линца                                                              | Вельс-Ланд                                                                              |
| 4084                                                                                    | Вайценкирхен                                                                            | Waizenkirchen                                                                           | 1850.07.04                                                                              | 1923.06.01                                                                              | Земельный суд Вельса                                                                    | Высший земельный суд Линца                                                              | rowspan="3" Грискирхен                                                                  |
| 4082                                                                                    | Хаг-ам-Хаусрукк                                                                         | Haag am Hausruck                                                                        | 1850.07.04                                                                              | 2003.01.01                                                                              | Земельный суд Вельса                                                                    | Высший земельный суд Линца                                                              |                                                                                         |
| 4083                                                                                    | Пойербах                                                                                | Peuerbach                                                                               | 1850.07.04                                                                              | 2014.01.01                                                                              | Земельный суд Вельса                                                                    | Высший земельный суд Линца                                                              |                                                                                         |
| 4173                                                                                    | Шваненштадт                                                                             | Schwanenstadt                                                                           | 1850.07.04                                                                              | 2005.01.01                                                                              | Земельный суд Вельса                                                                    | Высший земельный суд Линца                                                              | rowspan="3" Фёклабрукк                                                                  |
| 4171                                                                                    | Франкенмаркт                                                                            | Frankenmarkt                                                                            | 1850.07.04                                                                              | 2013.01.01                                                                              | Земельный суд Вельса                                                                    | Высший земельный суд Линца                                                              |                                                                                         |
| 4172                                                                                    | Мондзе                                                                                  | Mondsee                                                                                 | 1850.07.04                                                                              | 2013.01.01                                                                              | Земельный суд Вельса                                                                    | Высший земельный суд Линца                                                              |                                                                                         |
| Зальцбург — Liste der Gerichtsbezirke in Salzburg                                       |                                                                                         |                                                                                         |                                                                                         |                                                                                         |                                                                                         |                                                                                         |                                                                                         |
| Маттзе                                                                                  | Mattsee                                                                                 | 1850.07.04                                                                              | 1923.06.01                                                                              | Земельный суд Зальцбурга                                                                | Высший земельный суд Линца                                                              | rowspan="6" Зальцбург-Умгебунг                                                          |                                                                                         |
| 5034                                                                                    | Санкт-Гильген                                                                           | 1850.07.04                                                                              | St. Gilgen                                                                              | Земельный суд Зальцбурга                                                                | Высший земельный суд Линца                                                              | 2003.01.01                                                                              |                                                                                         |
| 5033                                                                                    | Зальцбург (Ланд)                                                                        | 1850.07.04                                                                              | Salzburg(Land)                                                                          | Земельный суд Зальцбурга                                                                | Высший земельный суд Линца                                                              | 2010.01.01                                                                              |                                                                                         |
| 5031                                                                                    | Ноймаркт-бай-Зальцбург                                                                  | 1850.07.04                                                                              | Neumarkt bei Salzburg                                                                   | Земельный суд Зальцбурга                                                                | Высший земельный суд Линца                                                              | 2018.01.01                                                                              |                                                                                         |
| 5032                                                                                    | Оберндорф                                                                               | 1850.07.04                                                                              | Oberndorf                                                                               | Земельный суд Зальцбурга                                                                | Высший земельный суд Линца                                                              | 2018.01.01                                                                              |                                                                                         |
| 5035                                                                                    | Тальгау                                                                                 | 1850.07.04                                                                              | Thalgau                                                                                 | Земельный суд Зальцбурга                                                                | Высший земельный суд Линца                                                              | 2018.01.01                                                                              |                                                                                         |
| Гольдегг                                                                                | Goldegg                                                                                 | 1850.07.04                                                                              | 1854.01.01                                                                              | Земельный суд Зальцбурга                                                                | Высший земельный суд Линца                                                              | rowspan="5" Санкт-Иоганн-им-Понгау                                                      |                                                                                         |
| Гросарль                                                                                | Großarl                                                                                 | 1850.07.04                                                                              | 1854.01.01                                                                              | Земельный суд Зальцбурга                                                                | Высший земельный суд Линца                                                              |                                                                                         |                                                                                         |
| 5044                                                                                    | Верфен                                                                                  | 1850.07.04                                                                              | Werfen                                                                                  | Земельный суд Зальцбурга                                                                | Высший земельный суд Линца                                                              | 2003.01.01                                                                              |                                                                                         |
| 5041                                                                                    | Гастайн                                                                                 | 1850.07.04                                                                              | Gastein                                                                                 | Земельный суд Зальцбурга                                                                | Высший земельный суд Линца                                                              | 2003.01.01                                                                              |                                                                                         |
| 5042                                                                                    | Радштадт                                                                                | 1850.07.04                                                                              | Radstadt                                                                                | Земельный суд Зальцбурга                                                                | Высший земельный суд Линца                                                              | 2005.01.01                                                                              |                                                                                         |
| Санкт-Михаэль-им-Лунгау                                                                 | St. Michael im Lungau                                                                   | 1850.07.04                                                                              | 1962.02.01                                                                              | Земельный суд Зальцбурга                                                                | Высший земельный суд Линца                                                              | Тамсвег                                                                                 |                                                                                         |
| Голлинг                                                                                 | Golling                                                                                 | 1850.07.04                                                                              | 1923.06.01                                                                              | Земельный суд Зальцбурга                                                                | Высший земельный суд Линца                                                              | rowspan="2" Халлайн                                                                     |                                                                                         |
| 5021                                                                                    | Абтенау                                                                                 | 1850.07.04                                                                              | Abtenau                                                                                 | Земельный суд Зальцбурга                                                                | Высший земельный суд Линца                                                              | 2003.01.01                                                                              |                                                                                         |
| Лофер                                                                                   | Lofer                                                                                   | 1850.07.04                                                                              | 1923.06.01                                                                              | Земельный суд Зальцбурга                                                                | Высший земельный суд Линца                                                              | rowspan="4" Целль-ам-Зе                                                                 |                                                                                         |
| 5063                                                                                    | Таксенбах                                                                               | 1850.07.04                                                                              | Taxenbach                                                                               | Земельный суд Зальцбурга                                                                | Высший земельный суд Линца                                                              | 2003.01.01                                                                              |                                                                                         |
| 5061                                                                                    | Миттерзилль                                                                             | 1850.07.04                                                                              | Mittersill                                                                              | Земельный суд Зальцбурга                                                                | Высший земельный суд Линца                                                              | 2005.01.01                                                                              |                                                                                         |
| 5062                                                                                    | Зальфельден                                                                             | 1850.07.04                                                                              | Saalfelden                                                                              | Земельный суд Зальцбурга                                                                | Высший земельный суд Линца                                                              | 2017.01.01                                                                              |                                                                                         |
| Каринтия — Liste der Gerichtsbezirke in Kärnten                                         |                                                                                         |                                                                                         |                                                                                         |                                                                                         |                                                                                         |                                                                                         |                                                                                         |
| Санкт-Пауль-им-Лафантталь                                                               | Sankt Paul im Lavanttal                                                                 | 1849/1850                                                                               | 1977.07.01                                                                              | Земельный суд Клагенфурта                                                               | Высший земельный суд Граца                                                              | rowspan="2" Вольфсберг                                                                  |                                                                                         |
| Бад-Санкт-Леонхард-им-Лафанталь                                                         | Bad St. Leonhard im Lavanttal                                                           | 1849/1850                                                                               | 1978.07.01                                                                              | Земельный суд Клагенфурта                                                               | Высший земельный суд Граца                                                              |                                                                                         |                                                                                         |
| Альтхофен                                                                               | Althofen                                                                                | 1849/1850                                                                               | 1978.07.01                                                                              | Земельный суд Клагенфурта                                                               | Высший земельный суд Граца                                                              | rowspan="4" Санкт-Файт-ан-дер-Глан                                                      |                                                                                         |
| Гурк                                                                                    | Gurk                                                                                    | 1849/1850                                                                               | 1978.07.01                                                                              | Земельный суд Клагенфурта                                                               | Высший земельный суд Граца                                                              |                                                                                         |                                                                                         |
| Фризах                                                                                  | Friesach                                                                                | 1849/1850                                                                               | 1978.07.01                                                                              | Земельный суд Клагенфурта                                                               | Высший земельный суд Граца                                                              |                                                                                         |                                                                                         |
| Эберштайн                                                                               | Eberstein                                                                               | 1849/1850                                                                               | 1978.07.01                                                                              | Земельный суд Клагенфурта                                                               | Высший земельный суд Граца                                                              |                                                                                         |                                                                                         |
| Грайфенбург                                                                             | Greifenburg                                                                             | 1849/1850                                                                               | 1972.04.01                                                                              | Земельный суд Клагенфурта                                                               | Высший земельный суд Граца                                                              | rowspan="5" Шпитталь-ан-дер-Драу                                                        |                                                                                         |
| Гмюнд-ин-Кернтен                                                                        | Gmünd in Kärnten                                                                        | 1849/1850                                                                               | 1978.07.01                                                                              | Земельный суд Клагенфурта                                                               | Высший земельный суд Граца                                                              |                                                                                         |                                                                                         |
| Милльштатт                                                                              | Millstatt                                                                               | 1849/1850                                                                               | 1978.07.01                                                                              | Земельный суд Клагенфурта                                                               | Высший земельный суд Граца                                                              |                                                                                         |                                                                                         |
| Винклерн                                                                                | Winklern                                                                                | 1849/1850                                                                               | 1979.07.01                                                                              | Земельный суд Клагенфурта                                                               | Высший земельный суд Граца                                                              |                                                                                         |                                                                                         |
| Оберфеллах                                                                              | Obervellach                                                                             | 1849/1850                                                                               | 1979.07.01                                                                              | Земельный суд Клагенфурта                                                               | Высший земельный суд Граца                                                              |                                                                                         |                                                                                         |
| Арнольдштайн                                                                            | Arnoldstein                                                                             | 1849/1850                                                                               | 1923.06.01                                                                              | Земельный суд Клагенфурта                                                               | Высший земельный суд Граца                                                              | rowspan="3" Филлах                                                                      |                                                                                         |
| Патернион                                                                               | Paternion                                                                               | 1849/1850                                                                               | 1977.07.01                                                                              | Земельный суд Клагенфурта                                                               | Высший земельный суд Граца                                                              |                                                                                         |                                                                                         |
| Розегг                                                                                  | Rosegg                                                                                  | 1849/1850                                                                               | 1979.07.01                                                                              | Земельный суд Клагенфурта                                                               | Высший земельный суд Граца                                                              |                                                                                         |                                                                                         |
| Эберндорф                                                                               | Eberndorf                                                                               | 1849/1850                                                                               | 1977.07.01                                                                              | Земельный суд Клагенфурта                                                               | Высший земельный суд Граца                                                              | Фёлькермаркт                                                                            |                                                                                         |
| Кёчах                                                                                   | Kötschach                                                                               | 1849/1850                                                                               | 1977.07.01                                                                              | Земельный суд Клагенфурта                                                               | Высший земельный суд Граца                                                              | Хермагор                                                                                |                                                                                         |
| Нижняя Австрия — Liste der Gerichtsbezirke in Niederösterreich                          |                                                                                         |                                                                                         |                                                                                         |                                                                                         |                                                                                         |                                                                                         |                                                                                         |
| 3063                                                                                    | Поттенштайн                                                                             | Pottenstein                                                                             | 1849.07.07                                                                              | 2004.01.01                                                                              | Земельный суд Винер-Нойштадта                                                           | Высший земельный суд Вены                                                               | rowspan="2" Баден                                                                       |
| 3062                                                                                    | Эбрайхсдорф                                                                             | Ebreichsdorf                                                                            | 1849.07.07                                                                              | 2013.01.01                                                                              | Земельный суд Винер-Нойштадта                                                           | Высший земельный суд Вены                                                               |                                                                                         |
| Крумбах                                                                                 | Krumbach                                                                                | 1854.01.01                                                                              | 1849.07.07                                                                              | rowspan="3" Винер-Нойштадт                                                              | Земельный суд Винер-Нойштадта                                                           | Высший земельный суд Вены                                                               |                                                                                         |
| Гутенштайн                                                                              | Gutenstein                                                                              | 1962.02.01                                                                              | 1849.07.07                                                                              |                                                                                         | Земельный суд Винер-Нойштадта                                                           | Высший земельный суд Вены                                                               |                                                                                         |
| 3231                                                                                    | Кирхшлаг-ин-дер-Букклиген-Вельт                                                         | Kirchschlag in der Buckligen Welt                                                       | 1849.07.07                                                                              | 1992.01.01                                                                              | Земельный суд Винер-Нойштадта                                                           | Высший земельный суд Вены                                                               |                                                                                         |
| 3181                                                                                    | Аспанг                                                                                  | Aspang                                                                                  | 1849.07.07                                                                              | 2002.07.01                                                                              | Земельный суд Винер-Нойштадта                                                           | Высший земельный суд Вены                                                               | rowspan="2" Нойнкирхен                                                                  |
| 3182                                                                                    | Глогниц                                                                                 | Gloggnitz                                                                               | 1849.07.07                                                                              | 2014.01.01                                                                              | Земельный суд Винер-Нойштадта                                                           | Высший земельный суд Вены                                                               |                                                                                         |
| 3072                                                                                    | Хайнбург-ан-дер-Донау                                                                   | Hainburg a. d. Donau                                                                    | 1849.07.07                                                                              | 2002.07.01                                                                              | rowspan="15" Земельный суд Корнойбурга                                                  | Высший земельный суд Вены                                                               | Брукк-ан-дер-Лайта                                                                      |
| 3242                                                                                    | Пуркерсдорф                                                                             | Purkersdorf                                                                             | 1849.07.07                                                                              | 2016.01.01                                                                              | Вин-Умгебунг                                                                            | Высший земельный суд Вены                                                               |                                                                                         |
| Матцен                                                                                  | Matzen                                                                                  | 1945.09.08                                                                              | 1849.07.07                                                                              | rowspan="4" Гензерндорф                                                                 |                                                                                         | Высший земельный суд Вены                                                               |                                                                                         |
| 3083                                                                                    | Мархэгг                                                                                 | Marchegg                                                                                | 1849.07.07                                                                              | 1992.01.01                                                                              |                                                                                         | Высший земельный суд Вены                                                               |                                                                                         |
| 3082                                                                                    | Грос-Энцерсдорф                                                                         | Groß-Enzersdorf                                                                         | 1849.07.07                                                                              | 2002.07.01                                                                              |                                                                                         | Высший земельный суд Вены                                                               |                                                                                         |
| 3084                                                                                    | Цистерсдорф                                                                             | Zistersdorf                                                                             | 1849.07.07                                                                              | 2013.01.01                                                                              |                                                                                         | Высший земельный суд Вены                                                               |                                                                                         |
| Флоридсдорф-Умгебунг                                                                    | Floridsdorf Umgebung                                                                    | 1957.08.01                                                                              | 1849.07.07                                                                              | rowspan="2" Корнойбург                                                                  |                                                                                         | Высший земельный суд Вены                                                               |                                                                                         |
| 3244                                                                                    | Штоккерау                                                                               | Stockerau                                                                               | 1849.07.07                                                                              | 2013.01.01                                                                              |                                                                                         | Высший земельный суд Вены                                                               |                                                                                         |
| Фельдсберг                                                                              | Feldsberg                                                                               | 1923.01.01                                                                              | 1849.07.07                                                                              | rowspan="4" Мистельбах                                                                  |                                                                                         | Высший земельный суд Вены                                                               |                                                                                         |
| 3163                                                                                    | Пойсдорф                                                                                | Poysdorf                                                                                | 1849.07.07                                                                              | 2002.07.01                                                                              |                                                                                         | Высший земельный суд Вены                                                               |                                                                                         |
| 3164                                                                                    | Волькерсдорф                                                                            | Wolkersdorf                                                                             | 1849.07.07                                                                              | 2002.07.01                                                                              |                                                                                         | Высший земельный суд Вены                                                               |                                                                                         |
| 3161                                                                                    | Ла-ан-дер-Тайя                                                                          | Laa an der Thaya                                                                        | 1849.07.07                                                                              | 2013.01.01                                                                              |                                                                                         | Высший земельный суд Вены                                                               |                                                                                         |
| 3103                                                                                    | Рафельсбах                                                                              | Ravelsbach                                                                              | 1849.07.07                                                                              | 1992.01.01                                                                              | rowspan="3" Холлабрунн                                                                  | Высший земельный суд Вены                                                               |                                                                                         |
| 3101                                                                                    | Хаугсдорф                                                                               | Haugsdorf                                                                               | 1849.07.07                                                                              | 1992.01.01                                                                              |                                                                                         | Высший земельный суд Вены                                                               |                                                                                         |
| 3104                                                                                    | Рец                                                                                     | Retz                                                                                    | 1849.07.07                                                                              | 2002.07.01                                                                              |                                                                                         | Высший земельный суд Вены                                                               |                                                                                         |
| Доберсберг                                                                              | Dobersberg                                                                              | 1925.10.01                                                                              | 1849.07.07                                                                              | rowspan="21" Земельный суд Кремс-ан-дер-Донау                                           | rowspan="2" Вайдхофен-ан-дер-Тайя                                                       | Высший земельный суд Вены                                                               |                                                                                         |
| 3221                                                                                    | Рабс-ан-дер-Тайя                                                                        | Raabs an der Thaya                                                                      | 1849.07.07                                                                              | 1992.01.01                                                                              |                                                                                         | Высший земельный суд Вены                                                               |                                                                                         |
| Хайденрайхштайн                                                                         | Heidenreichstein                                                                        | 1854.01.01                                                                              | 1849.07.07                                                                              | rowspan="4" Гмюнд                                                                       |                                                                                         | Высший земельный суд Вены                                                               |                                                                                         |
| 3094                                                                                    | Вайтра                                                                                  | Weitra                                                                                  | 1849.07.07                                                                              | 1992.01.01                                                                              |                                                                                         | Высший земельный суд Вены                                                               |                                                                                         |
| 3092                                                                                    | Личау                                                                                   | Litschau                                                                                | 1849.07.07                                                                              | 1992.01.01                                                                              |                                                                                         | Высший земельный суд Вены                                                               |                                                                                         |
| 3093                                                                                    | Шремс                                                                                   | Schrems                                                                                 | 1849.07.07                                                                              | 1992.01.01                                                                              |                                                                                         | Высший земельный суд Вены                                                               |                                                                                         |
| Маутерн                                                                                 | Mautern                                                                                 | 1923.06.01                                                                              | 1849.07.07                                                                              | rowspan="4" Кремс                                                                       |                                                                                         | Высший земельный суд Вены                                                               |                                                                                         |
| 3131                                                                                    | Гфёль                                                                                   | Gföhl                                                                                   | 1849.07.07                                                                              | 1992.01.01                                                                              |                                                                                         | Высший земельный суд Вены                                                               |                                                                                         |
| 3134                                                                                    | Шпиц                                                                                    | Spitz                                                                                   | 1849.07.07                                                                              | 1992.01.01                                                                              |                                                                                         | Высший земельный суд Вены                                                               |                                                                                         |
| 3133                                                                                    | Лангенлойс                                                                              | Langenlois                                                                              | 1849.07.07                                                                              | 2012.07.01                                                                              |                                                                                         | Высший земельный суд Вены                                                               |                                                                                         |
| Марбах-ан-дер-Донау                                                                     | Marbach an der Donau                                                                    | 1854.01.01                                                                              | 1849.07.07                                                                              | rowspan="3" Мельк                                                                       |                                                                                         | Высший земельный суд Вены                                                               |                                                                                         |
| Пёггшталль                                                                              | Pöggstall                                                                               | 1962.02.01                                                                              | 1849.07.07                                                                              |                                                                                         |                                                                                         | Высший земельный суд Вены                                                               |                                                                                         |
| 3153                                                                                    | Перзенбойг                                                                              | Persenbeug                                                                              | 1849.07.07                                                                              | 1992.01.01                                                                              |                                                                                         | Высший земельный суд Вены                                                               |                                                                                         |
| Оберштоккшталль                                                                         | Oberstockstall                                                                          | 1854.01.01                                                                              | 1849.07.07                                                                              | rowspan="2" Тульн                                                                       |                                                                                         | Высший земельный суд Вены                                                               |                                                                                         |
| 3211                                                                                    | Кирхберг-ам-Ваграм                                                                      | Kirchberg am Wagram                                                                     | 1849.07.07                                                                              | 2002.07.01                                                                              |                                                                                         | Высший земельный суд Вены                                                               |                                                                                         |
| Герас                                                                                   | Geras                                                                                   | 1962.02.01                                                                              | 1849.07.07                                                                              | rowspan="2" Хорн                                                                        |                                                                                         | Высший земельный суд Вены                                                               |                                                                                         |
| 3111                                                                                    | Эггенбург                                                                               | Eggenburg                                                                               | 1849.07.07                                                                              | 2002.07.01                                                                              |                                                                                         | Высший земельный суд Вены                                                               |                                                                                         |
| Шёнбах                                                                                  | Schönbach                                                                               | 1854.01.01                                                                              | 1849.07.07                                                                              | rowspan="4" Цветль                                                                      |                                                                                         | Высший земельный суд Вены                                                               |                                                                                         |
| 3251                                                                                    | Аллентштайг                                                                             | Allentsteig                                                                             | 1849.07.07                                                                              | 1992.01.01                                                                              |                                                                                         | Высший земельный суд Вены                                                               |                                                                                         |
| 3251                                                                                    | Грос-Герунгс                                                                            | Groß-Gerungs                                                                            | 1849.07.07                                                                              | 1992.01.01                                                                              |                                                                                         | Высший земельный суд Вены                                                               |                                                                                         |
| 3251                                                                                    | Оттеншлаг                                                                               | Ottenschlag                                                                             | 1849.07.07                                                                              | 1992.01.01                                                                              |                                                                                         | Высший земельный суд Вены                                                               |                                                                                         |
| 3053                                                                                    | Санкт-Петер-ин-дер-Ау                                                                   | St. Peter in der Au                                                                     | 1849.07.07                                                                              | 2002.07.01                                                                              | Земельный суд Санкт-Пёльтена                                                            | Высший земельный суд Вены                                                               | rowspan="2" Амштеттен                                                                   |
| 3052                                                                                    | Хаг                                                                                     | Haag                                                                                    | 1849.07.07                                                                              | 2014.01.01                                                                              | Земельный суд Санкт-Пёльтена                                                            | Высший земельный суд Вены                                                               |                                                                                         |
| 3031                                                                                    | Вайдхофен-ан-дер-Ибс                                                                    | Waidhofen an der Ybbs                                                                   | 1849.07.07                                                                              | 2014.01.01                                                                              | Земельный суд Санкт-Пёльтена                                                            | Высший земельный суд Вены                                                               | Вайдхофен-ан-дер-Ибс                                                                    |
| Хоэнберг                                                                                | Hohenberg                                                                               | 1854.01.01                                                                              | 1849.07.07                                                                              | rowspan="3" Лилиенфельд                                                                 | Земельный суд Санкт-Пёльтена                                                            | Высший земельный суд Вены                                                               |                                                                                         |
| Тюрниц                                                                                  | Türnitz                                                                                 | 1854.01.01                                                                              | 1849.07.07                                                                              |                                                                                         | Земельный суд Санкт-Пёльтена                                                            | Высший земельный суд Вены                                                               |                                                                                         |
| 3141                                                                                    | Хайнфельд                                                                               | Hainfeld                                                                                | 1849.07.07                                                                              | 2002.07.01                                                                              | Земельный суд Санкт-Пёльтена                                                            | Высший земельный суд Вены                                                               |                                                                                         |
| 3151                                                                                    | Манк                                                                                    | Mank                                                                                    | 1849.07.07                                                                              | 2002.07.01                                                                              | Земельный суд Санкт-Пёльтена                                                            | Высший земельный суд Вены                                                               | rowspan="2" Мельк                                                                       |
| 3154                                                                                    | Ибс                                                                                     | Ybbs                                                                                    | 1849.07.07                                                                              | 2014.01.01                                                                              | Земельный суд Санкт-Пёльтена                                                            | Высший земельный суд Вены                                                               |                                                                                         |
| Кирхберг-ан-дер-Пилах                                                                   | Kirchberg an der Pielach                                                                | 1962.02.01                                                                              | 1849.07.07                                                                              | rowspan="2" Санкт-Пёльтен                                                               | Земельный суд Санкт-Пёльтена                                                            | Высший земельный суд Вены                                                               |                                                                                         |
| 3191                                                                                    | Херцогенбург                                                                            | Herzogenburg                                                                            | 1849.07.07                                                                              | 2002.07.01                                                                              | Земельный суд Санкт-Пёльтена                                                            | Высший земельный суд Вены                                                               |                                                                                         |
| Атценбругг                                                                              | Atzenbrugg                                                                              | 1923.06.01                                                                              | 1849.07.07                                                                              | Тульн                                                                                   | Земельный суд Санкт-Пёльтена                                                            | Высший земельный суд Вены                                                               |                                                                                         |
| Гёстлинг-ан-дер-Ибс                                                                     | Göstling an der Ybbs                                                                    | 1854.01.01                                                                              | 1849.07.07                                                                              | rowspan="2" Шайбс                                                                       | Земельный суд Санкт-Пёльтена                                                            | Высший земельный суд Вены                                                               |                                                                                         |
| Гаминг                                                                                  | Gaming                                                                                  | 1962.02.01                                                                              | 1849.07.07                                                                              |                                                                                         | Земельный суд Санкт-Пёльтена                                                            | Высший земельный суд Вены                                                               |                                                                                         |
| Тироль — Liste der Gerichtsbezirke in Tirol                                             |                                                                                         |                                                                                         |                                                                                         |                                                                                         |                                                                                         |                                                                                         |                                                                                         |
| Мидерс                                                                                  | Mieders                                                                                 | 1849.11.29                                                                              | 1923.06.01                                                                              | Земельный суд Инсбрука                                                                  | Высший земельный суд Инсбрука                                                           | rowspan="2" Инсбрук-Ланд                                                                |                                                                                         |
| 7032                                                                                    | Штайнах                                                                                 | 1849.11.29                                                                              | Steinach                                                                                | Земельный суд Инсбрука                                                                  | Высший земельный суд Инсбрука                                                           | 1977.07.01                                                                              |                                                                                         |
| 7041                                                                                    | Хопфгартен                                                                              | 1849.11.29                                                                              | Hopfgarten                                                                              | Земельный суд Инсбрука                                                                  | Высший земельный суд Инсбрука                                                           | 2002.07.01                                                                              | Кицбюэль                                                                                |
| Наудерс                                                                                 | Nauders                                                                                 | 1849.11.29                                                                              | 1921.01.01                                                                              | Земельный суд Инсбрука                                                                  | Высший земельный суд Инсбрука                                                           | rowspan="2" Ландэкк                                                                     |                                                                                         |
| 7062                                                                                    | Рид-ин-Тироль                                                                           | 1849.11.29                                                                              | Ried in Tirol                                                                           | Земельный суд Инсбрука                                                                  | Высший земельный суд Инсбрука                                                           | 1978.01.01                                                                              |                                                                                         |
| Зиллиан                                                                                 | Sillian                                                                                 | 1849.11.29                                                                              | 1925.10.01                                                                              | Земельный суд Инсбрука                                                                  | Высший земельный суд Инсбрука                                                           | rowspan="2" Лиенц                                                                       |                                                                                         |
| 7072                                                                                    | Матрай-ин-Осттироль                                                                     | 1849.11.29                                                                              | Matrei in Osttirol                                                                      | Земельный суд Инсбрука                                                                  | Высший земельный суд Инсбрука                                                           | 2002.07.01                                                                              |                                                                                         |
| Фюген                                                                                   | Fügen                                                                                   | 1849.11.29                                                                              | 1923.06.01                                                                              | Земельный суд Инсбрука                                                                  | Высший земельный суд Инсбрука                                                           | Швац                                                                                    |                                                                                         |
| Форарльберг — Liste der Gerichtsbezirke in Vorarlberg                                   |                                                                                         |                                                                                         |                                                                                         |                                                                                         |                                                                                         |                                                                                         |                                                                                         |
| 8012                                                                                    | Монтафон                                                                                | Montafon                                                                                | 1849.11.29                                                                              | 2017.07.01                                                                              | Земельный суд Фельдкирха                                                                | Высший земельный суд Инсбрука                                                           | Блуденц                                                                                 |
| Штирия — Liste der Gerichtsbezirke in Steiermark                                        |                                                                                         |                                                                                         |                                                                                         |                                                                                         |                                                                                         |                                                                                         |                                                                                         |
| Районный суд Граца по уголовным делам                                                   | Bezirksgericht für Strafsachen Graz                                                     | 1988                                                                                    | 2005.01.01                                                                              | -                                                                                       | Высший земельный суд Граца                                                              | rowspan="2" Грац (Штадт)                                                                |                                                                                         |
| Районный суд Граца по гражданским делам                                                 | Bezirksgericht für Zivilrechtssachen Graz                                               | 2005.01.01                                                                              | 2007.01.01                                                                              | -                                                                                       | Высший земельный суд Граца                                                              |                                                                                         |                                                                                         |
| 6171                                                                                    | Биркфельд                                                                               | Birkfeld                                                                                | 1849.03.17                                                                              | 2002.07.01                                                                              | Высший земельный суд Граца                                                              | Земельный суд Граца по гражданским делам, Земельный суд Граца по уголовным делам        | rowspan="2" Вайц                                                                        |
| 6172                                                                                    | Глайсдорф                                                                               | Gleisdorf                                                                               | 1849.03.17                                                                              | 2014.07.01                                                                              | Высший земельный суд Граца                                                              | Земельный суд Граца по гражданским делам, Земельный суд Граца по уголовным делам        |                                                                                         |
| 6062                                                                                    | Грац (Ланд)                                                                             | Graz(Land)                                                                              | 1849.03.17                                                                              | 2007.01.01                                                                              | Высший земельный суд Граца                                                              | Земельный суд Граца по гражданским делам, Земельный суд Граца по уголовным делам        | rowspan="2" Грац-Умгебунг                                                               |
| 6061                                                                                    | Фронлайтен                                                                              | Frohnleiten                                                                             | 1849.03.17                                                                              | 2013.07.01                                                                              | Высший земельный суд Граца                                                              | Земельный суд Граца по гражданским делам, Земельный суд Граца по уголовным делам        |                                                                                         |
| 6032                                                                                    | Айбисвальд                                                                              | Eibiswald                                                                               | 1849.03.17                                                                              | 2002.07.01                                                                              | Высший земельный суд Граца                                                              | Земельный суд Граца по гражданским делам, Земельный суд Граца по уголовным делам        | rowspan="2" Дойчландсберг                                                               |
| 6033                                                                                    | Штайнц                                                                                  | Stainz                                                                                  | 1849.03.17                                                                              | 2014.07.01                                                                              | Высший земельный суд Граца                                                              | Земельный суд Граца по гражданским делам, Земельный суд Граца по уголовным делам        |                                                                                         |
| Кирхбах-ин-Штайермарк                                                                   | Kirchbach in Steiermark                                                                 | 1976.10.01                                                                              | 1849.03.17                                                                              | rowspan="4" Зюдостштайермарк                                                            | Высший земельный суд Граца                                                              | Земельный суд Граца по гражданским делам, Земельный суд Граца по уголовным делам        |                                                                                         |
| Феринг                                                                                  | Fehring                                                                                 | 1976.10.01                                                                              | 1849.03.17                                                                              |                                                                                         | Высший земельный суд Граца                                                              | Земельный суд Граца по гражданским делам, Земельный суд Граца по уголовным делам        |                                                                                         |
| 6151                                                                                    | Мурэкк                                                                                  | Mureck                                                                                  | 1849.03.17                                                                              | 2002.07.01                                                                              | Высший земельный суд Граца                                                              | Земельный суд Граца по гражданским делам, Земельный суд Граца по уголовным делам        |                                                                                         |
| 6152                                                                                    | Бад-Радкерсбург                                                                         | Bad Radkersburg                                                                         | 1849.03.17                                                                              | 2014.07.01                                                                              | Высший земельный суд Граца                                                              | Земельный суд Граца по гражданским делам, Земельный суд Граца по уголовным делам        |                                                                                         |
| Арнфельс                                                                                | Arnfels                                                                                 | 1976.10.01                                                                              | 1849.03.17                                                                              | rowspan="2" Лайбниц                                                                     | Высший земельный суд Граца                                                              | Земельный суд Граца по гражданским делам, Земельный суд Граца по уголовным делам        |                                                                                         |
| Вильдон                                                                                 | Wildon                                                                                  | 2002.07.01                                                                              | 1849.03.17                                                                              |                                                                                         | Высший земельный суд Граца                                                              | Земельный суд Граца по гражданским делам, Земельный суд Граца по уголовным делам        |                                                                                         |
| Пёллау                                                                                  | Pöllau                                                                                  | 1976.10.01                                                                              | 1849.03.17                                                                              | rowspan="4" Хартберг-Фюрстенфельд                                                       | Высший земельный суд Граца                                                              | Земельный суд Граца по гражданским делам, Земельный суд Граца по уголовным делам        |                                                                                         |
| Форау                                                                                   | Vorau                                                                                   | 1976.10.01                                                                              | 1849.03.17                                                                              |                                                                                         | Высший земельный суд Граца                                                              | Земельный суд Граца по гражданским делам, Земельный суд Граца по уголовным делам        |                                                                                         |
| Фридберг                                                                                | Friedberg                                                                               | 1976.10.01                                                                              | 1849.03.17                                                                              |                                                                                         | Высший земельный суд Граца                                                              | Земельный суд Граца по гражданским делам, Земельный суд Граца по уголовным делам        |                                                                                         |
| 6071                                                                                    | Хартберг                                                                                | Hartberg                                                                                | 1849.03.17                                                                              | 2013.07.01                                                                              | Высший земельный суд Граца                                                              | Земельный суд Граца по гражданским делам, Земельный суд Граца по уголовным делам        |                                                                                         |
| Афленц                                                                                  | Aflenz                                                                                  | 1923.06.01                                                                              | 1849.03.17                                                                              | Земельный суд Леобена                                                                   | Высший земельный суд Граца                                                              | rowspan="3" Брукк-Мюрццушлаг                                                            |                                                                                         |
| 6022                                                                                    | Мариацелль                                                                              | Mariazell                                                                               | 1849.03.17                                                                              | Земельный суд Леобена                                                                   | Высший земельный суд Граца                                                              | 2002.07.01                                                                              |                                                                                         |
| 6131                                                                                    | Киндберг                                                                                | Kindberg                                                                                | 1849.03.17                                                                              | Земельный суд Леобена                                                                   | Высший земельный суд Граца                                                              | 2002.07.01                                                                              |                                                                                         |
| Маутерн                                                                                 | Mautern                                                                                 | 1923.06.01                                                                              | 1849.03.17                                                                              | Земельный суд Леобена                                                                   | Высший земельный суд Граца                                                              | rowspan="2" Леобен                                                                      |                                                                                         |
| 6111                                                                                    | Айзенэрц                                                                                | Eisenerz                                                                                | 1849.03.17                                                                              | Земельный суд Леобена                                                                   | Высший земельный суд Граца                                                              | 2002.07.01                                                                              |                                                                                         |
| Санкт-Галлен                                                                            | Sankt Gallen                                                                            | 1976.10.01                                                                              | 1849.03.17                                                                              | Земельный суд Леобена                                                                   | Высший земельный суд Граца                                                              | rowspan="5" Лицен                                                                       |                                                                                         |
| 6122                                                                                    | Грёбминг                                                                                | Gröbming                                                                                | 1849.03.17                                                                              | Земельный суд Леобена                                                                   | Высший земельный суд Граца                                                              | 2002.07.01                                                                              |                                                                                         |
| 6125                                                                                    | Роттенманн                                                                              | Rottenmann                                                                              | 1849.03.17                                                                              | Земельный суд Леобена                                                                   | Высший земельный суд Граца                                                              | 2002.07.01                                                                              |                                                                                         |
| 6121                                                                                    | Бад-Аусзе                                                                               | Bad Aussee                                                                              | 1849.03.17                                                                              | Земельный суд Леобена                                                                   | Высший земельный суд Граца                                                              | 2004.01.01                                                                              |                                                                                         |
| 6123                                                                                    | Ирднинг                                                                                 | Irdning                                                                                 | 1849.03.17                                                                              | Земельный суд Леобена                                                                   | Высший земельный суд Граца                                                              | 2013.07.01                                                                              |                                                                                         |
| 6142                                                                                    | Ноймаркт-ин-Штайермарк                                                                  | Neumarkt in Steiermark                                                                  | 1849.03.17                                                                              | Земельный суд Леобена                                                                   | Высший земельный суд Граца                                                              | 2002.07.01                                                                              | rowspan="2" Мурау                                                                       |
| 6143                                                                                    | Обервёльц                                                                               | Oberwölz                                                                                | 1849.03.17                                                                              | Земельный суд Леобена                                                                   | Высший земельный суд Граца                                                              | 2002.07.01                                                                              |                                                                                         |
| Обдах                                                                                   | Obdach                                                                                  | 1923.06.01                                                                              | 1849.03.17                                                                              | Земельный суд Леобена                                                                   | Высший земельный суд Граца                                                              | rowspan="3" Мурталь                                                                     |                                                                                         |
| Оберцайринг                                                                             | Oberzeiring                                                                             | 1976.10.01                                                                              | 1849.03.17                                                                              | Земельный суд Леобена                                                                   | Высший земельный суд Граца                                                              |                                                                                         |                                                                                         |
| 6202                                                                                    | Книттельфельд                                                                           | Knittelfeld                                                                             | 1849.03.17                                                                              | Земельный суд Леобена                                                                   | Высший земельный суд Граца                                                              | 2013.07.01                                                                              |                                                                                         |
| Суд публичного права — Gerichtshof des öffentlichen Rechts                              |                                                                                         |                                                                                         |                                                                                         |                                                                                         |                                                                                         |                                                                                         |                                                                                         |
| ?                                                                                       | Суд по предоставлению убежища                                                           | Asylgerichtshof                                                                         | 2008.07.01                                                                              | 2013.12.31                                                                              | -                                                                                       | -                                                                                       | Вена, филиал в Линце                                                                    |

## Галерея

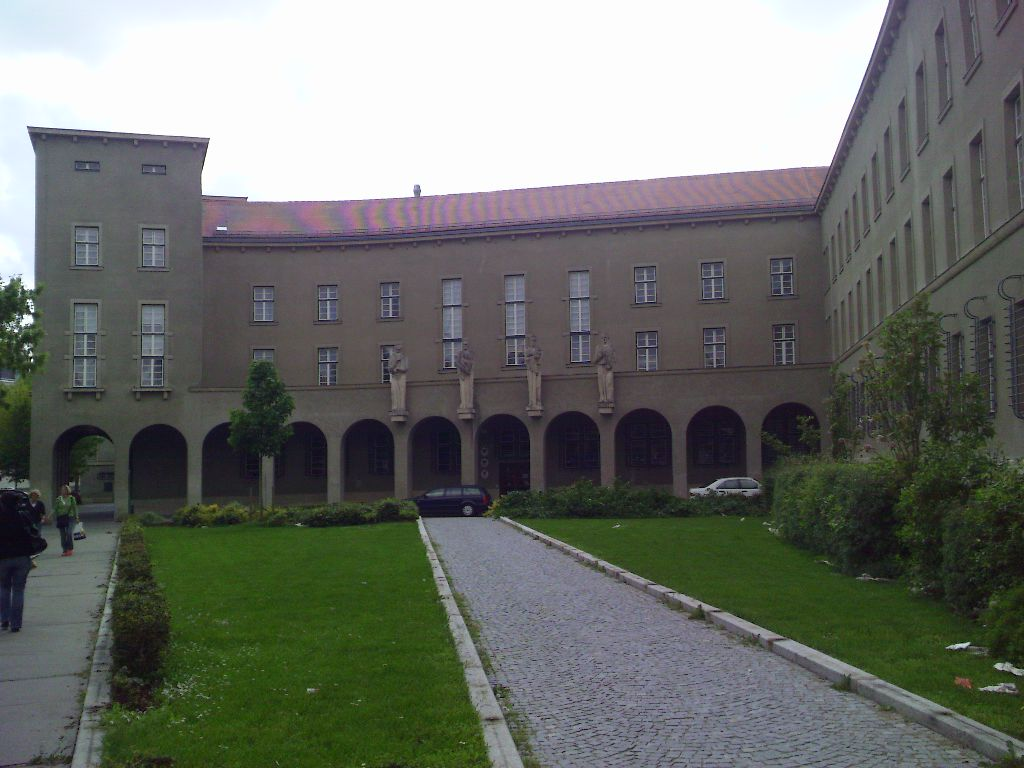
Земельный суд Кремс-ан-дер-Донау (2008)
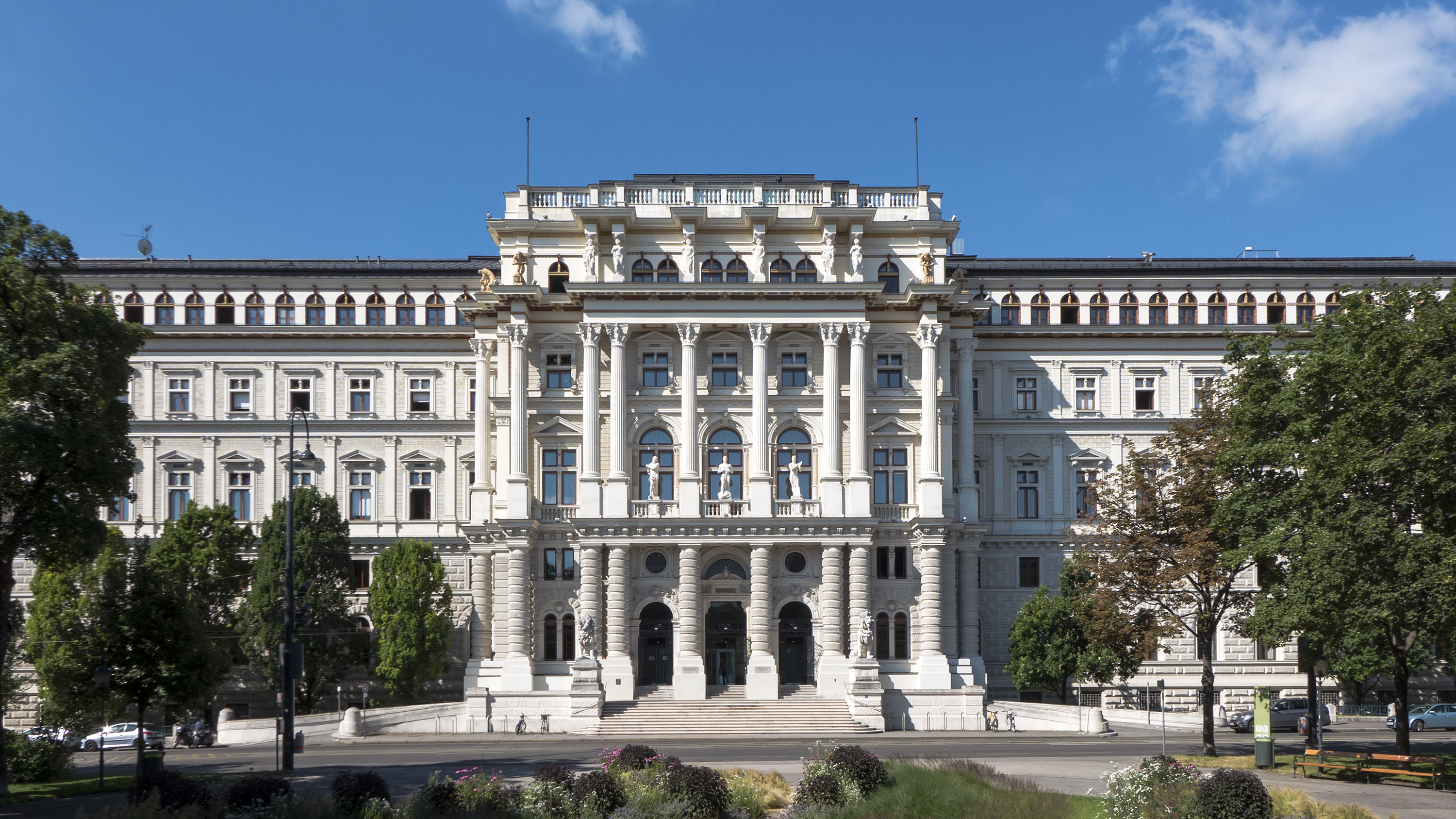
Дворец правосудия в Вене
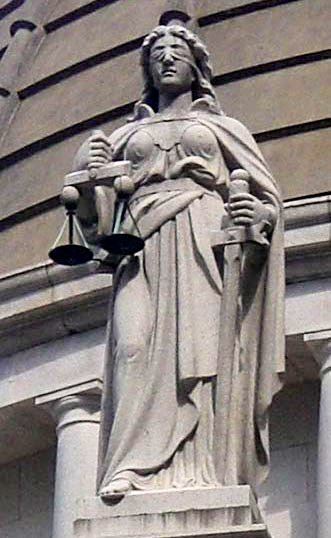
Фемида
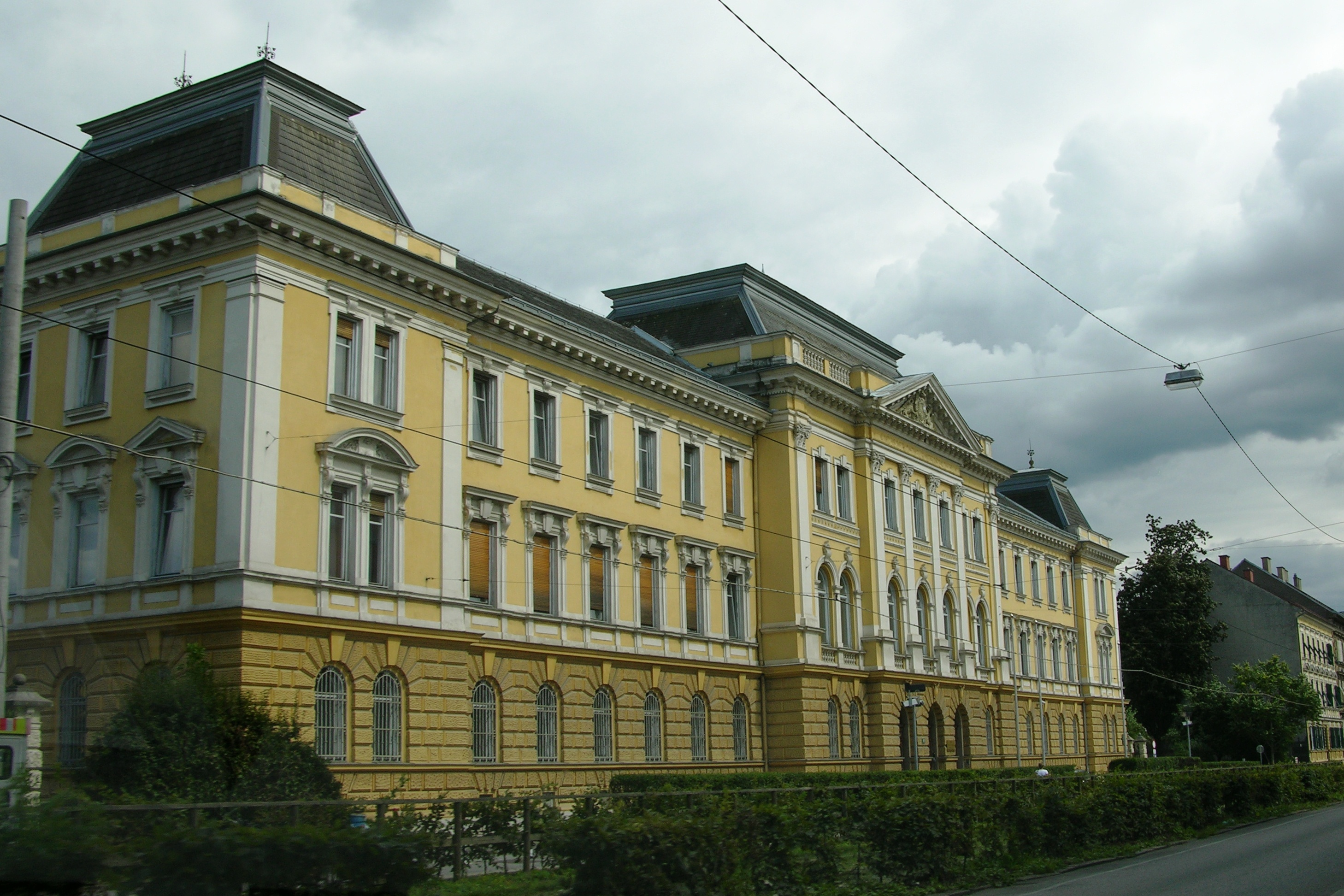
Земельный суд Граца по уголовным делам (2008)
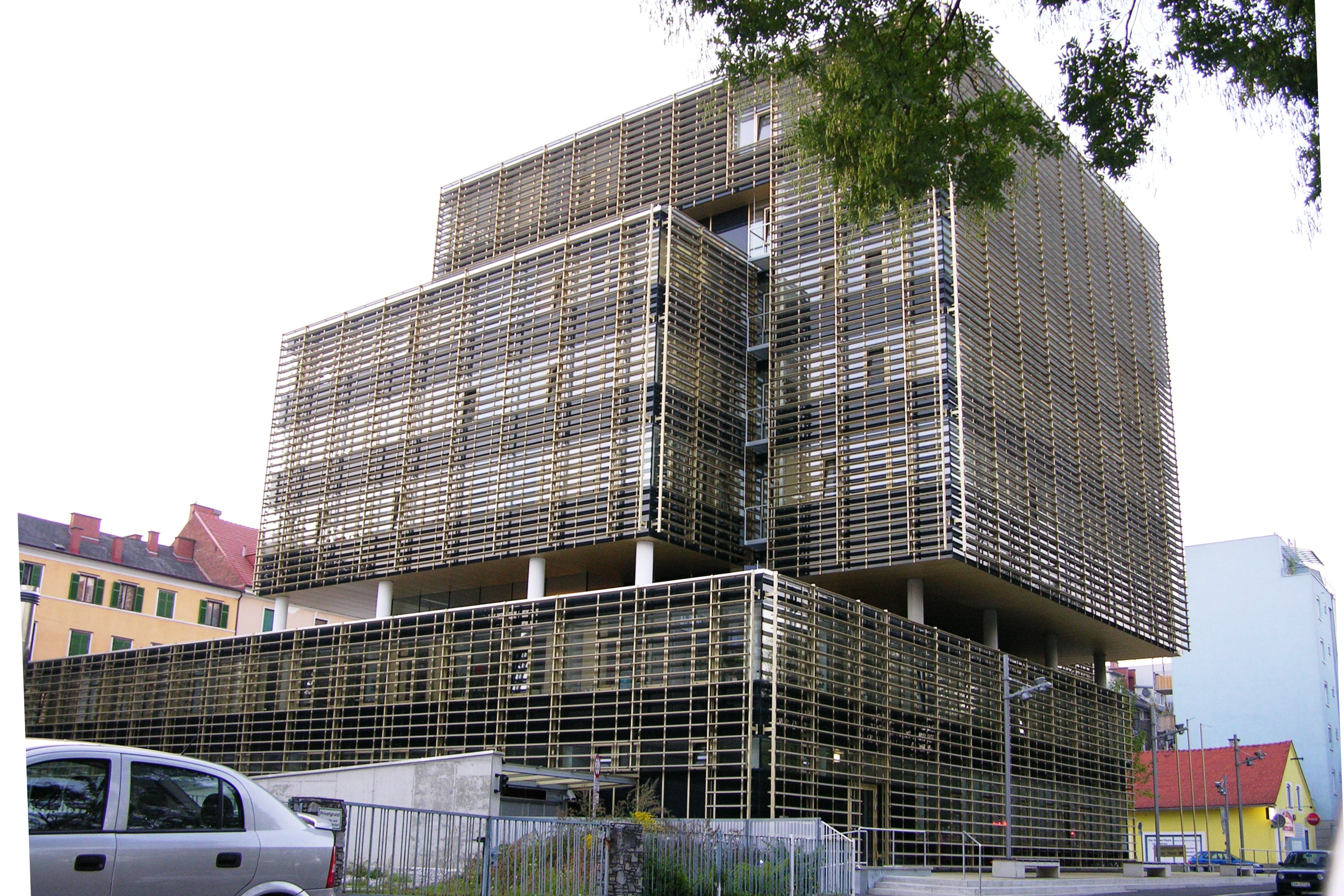
Районный суд Грац-Вест (2007)
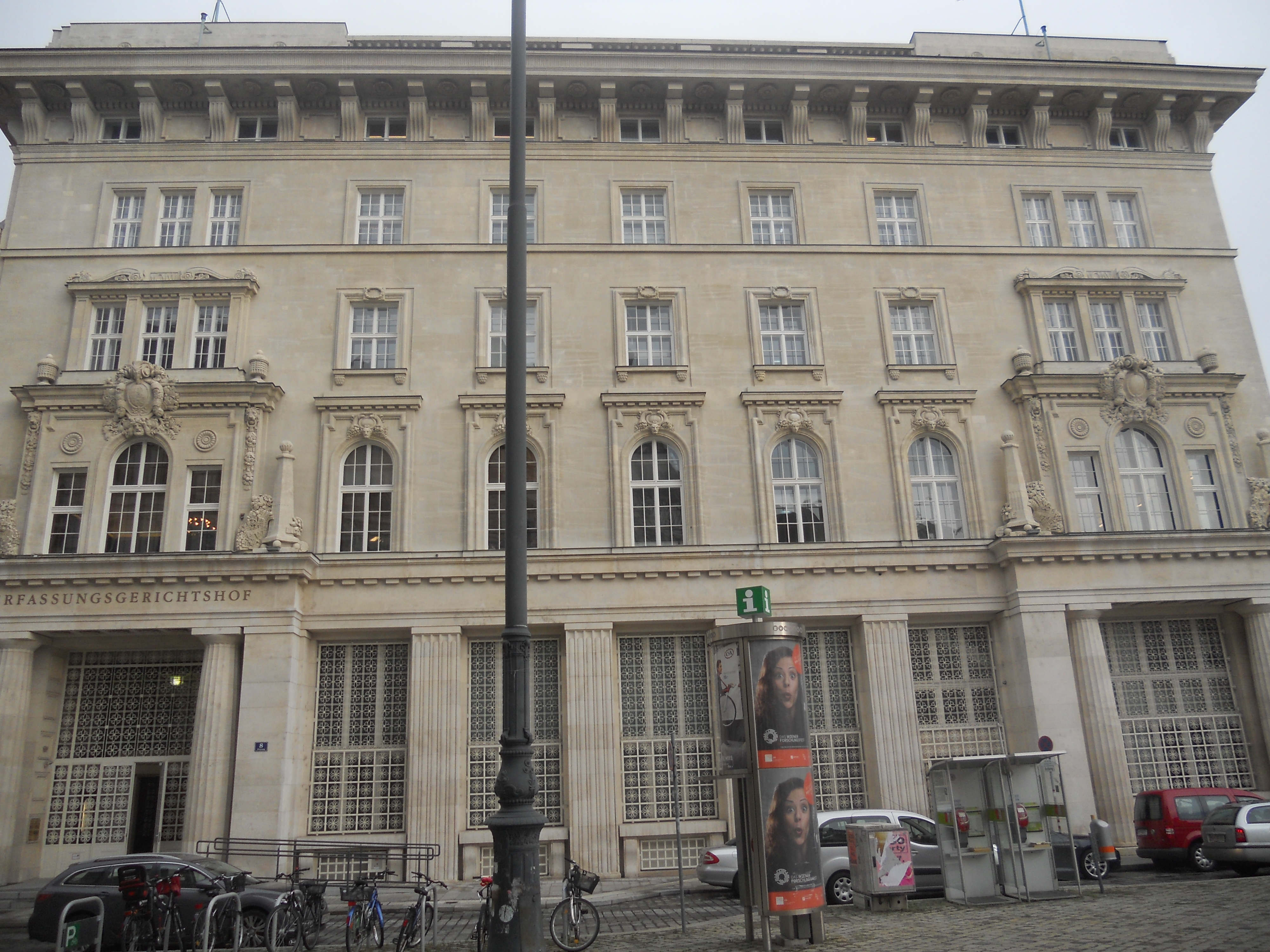
Конституционный суд Австрии (Вена-1, Фрайунг, 8)
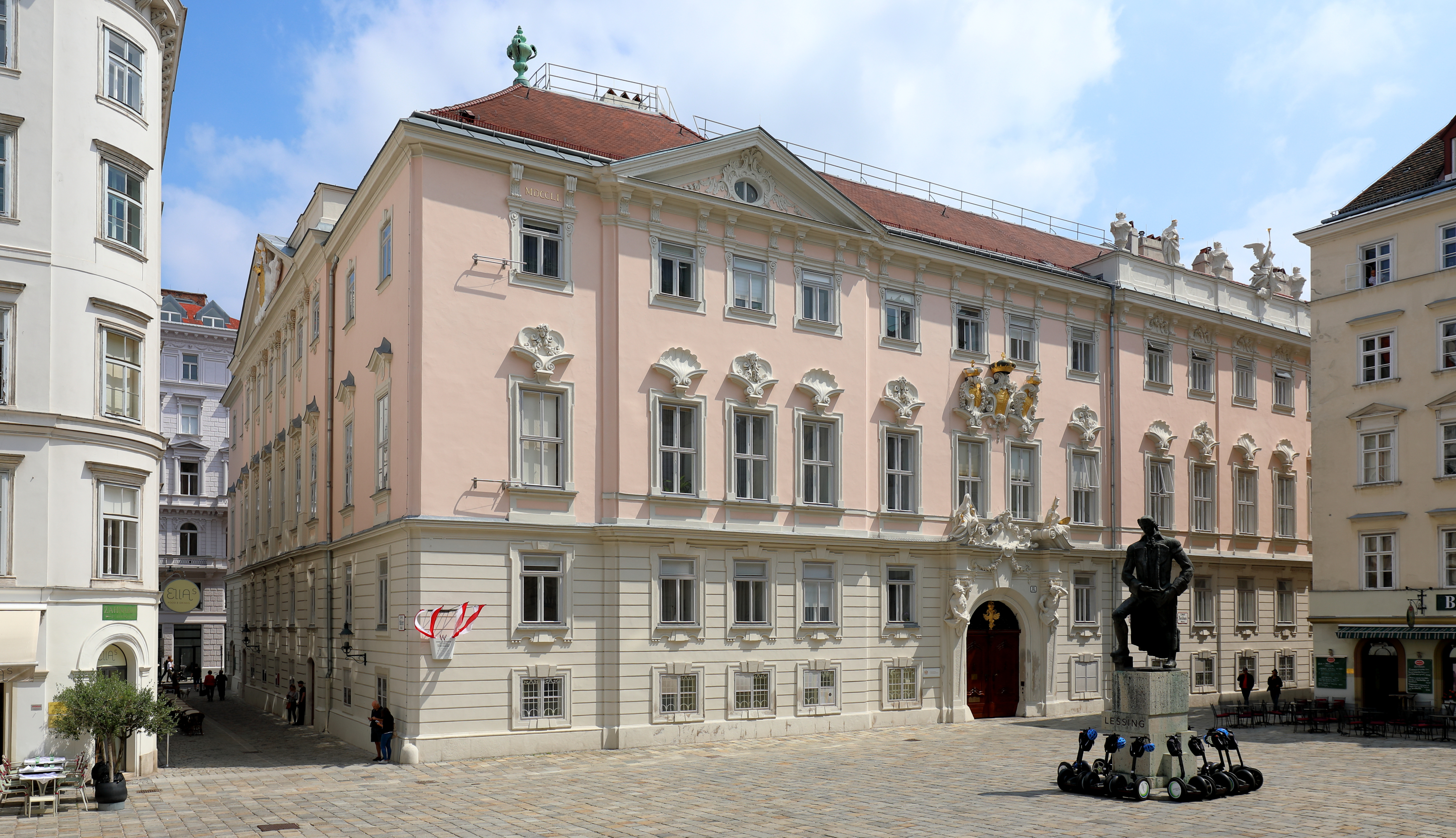
Высший административный суд Австрии
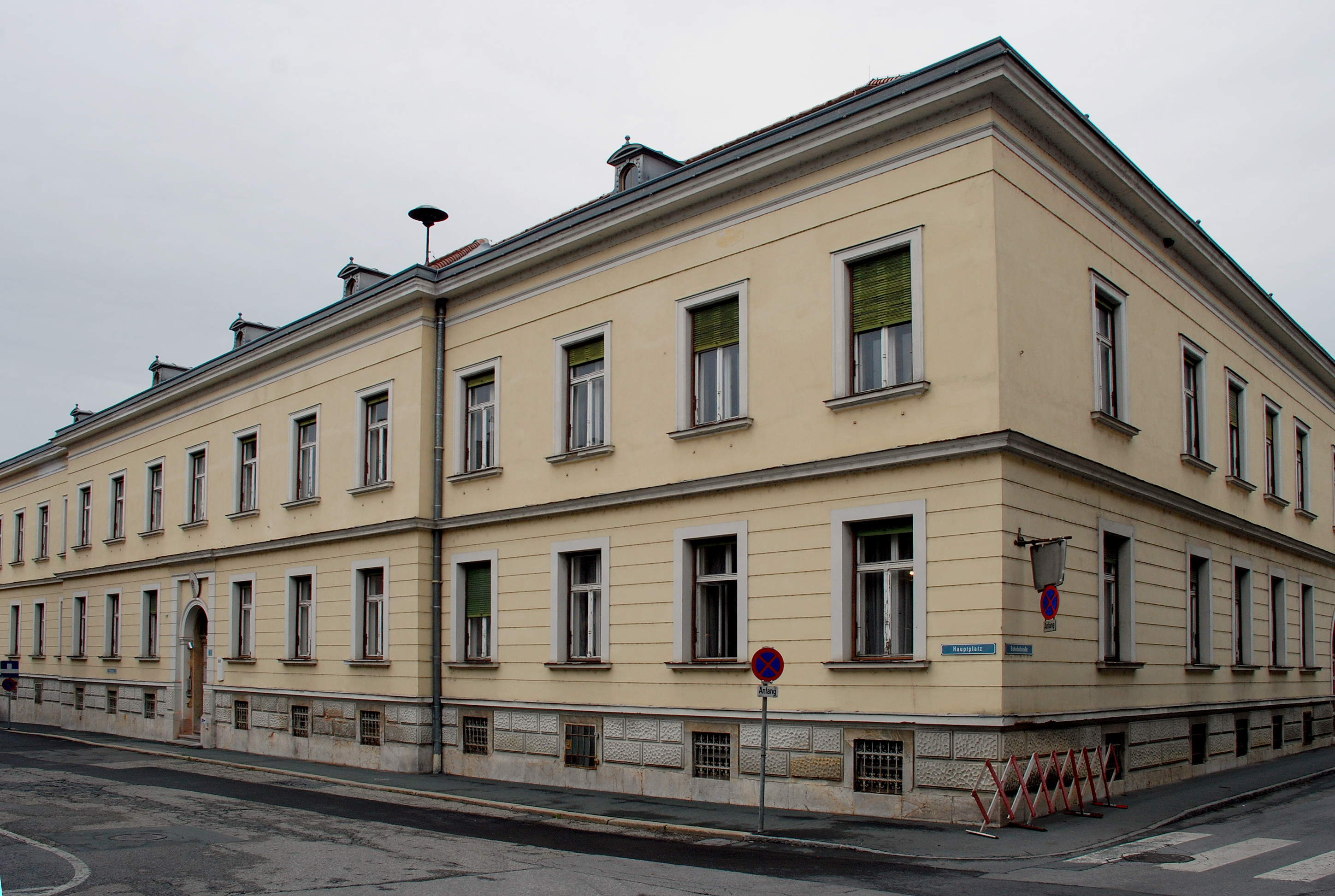
Здание бывшего районного суда в Штайнце (угловой фасад)